# Су-25
Су-25 Грач (изделие «Т-8», по классификации НАТО: Frogfoot — «Лягушачья лапа») — советский штурмовик, бронированный дозвуковой военный самолёт.
Штурмовик предназначен для непосредственной поддержки сухопутных войск при прямой видимости цели, а также уничтожения объектов с заданными координатами круглосуточно в любых метеоусловиях. Су-25 впервые поднялся в воздух 22 февраля 1975 года. Самолёты этого типа эксплуатируются с 1981 года; принимали участие во множестве военных конфликтов.

## История создания

### Предыстория
Штурмовая авиация в СССР поэтапно начала ликвидироваться почти сразу после окончания второй мировой войны, так как при весьма сомнительной эффективности боевого воздействия на противника она понесла ужасающие потери (безвозвратные боевые потери советских штурмовиков Ил-2 составили 11448 самолётов). Окончательный отказ в СССР от самолётов типа Ил-10 произошёл под влиянием Корейской войны 1950—1953 гг, когда за два месяца боевых действий ВВС КНДР потеряли две трети парка своих штурмовиков (поставленных СССР).
При этом происходило бурное развитие в 50-е и 60-е годы сверхзвуковых реактивных самолётов, которое также предполагало и выработку концепции их боевого применения по наземным целям, для чего разрабатываемые тогда истребители оснащались соответствующим вооружением: неуправляемыми ракетами и бомбами.
17 мая 1957 года директивой начальника Генерального штаба ВС СССР было объявлено о создании нового рода авиации — истребительно-бомбардировочной (ИБА) и формирование соответствующих структур. Постановлением Правительства от 31 июля 1958 года коллективу ОКБ-51 МАП гл. конструктора П. О. Сухого было выдано задание по созданию на основе истребителя Су-7 истребителя-бомбардировщика Су-7Б. В дальнейшем на базе Су-7Б («изделие С-22») был спроектирован истребитель-бомбардировщик с крылом изменяемой стреловидности Су-17 («изделие С-32»). КБ Павла Осиповича Сухого на годы стало головной организацией по самолётам фронтовой авиации.
Занимаясь постоянной непрерывной модернизацией своих машин, конструкторы прекрасно понимали основные недостатки своих творений — в первую очередь это сочетание высокой скорости и относительно низкой манёвренности самолётов, что сильно затрудняло лётчику прицеливание по наземным объектам ввиду скоротечности развития событий, а также весьма скромная боевая нагрузка и ограниченная номенклатура средств поражения.
Все недостатки Су-7Б и МиГ-21 (в ударном варианте) подтвердили проведенные осенью 1967 года крупномасштабные манёвры «Днепр» в Белоруссии.
Было очевидно, что нужен специализированный самолёт-штурмовик для работы над полем боя и в ближнем тылу противника. Так, в 1968 году в ОКБ-51 образовалась группа единомышленников, которая взялась за реализацию идеи нового самолёта на инициативных началах.
Энтузиастами идеи специализированного самолёта «для поля боя» стали Олег Сергеевич Самойлович — ведущий конструктор бригады общих видов, Дмитрий Николаевич Горбачев — ведущий инженер отдела эффективности боевого применения и Иван Васильевич Савченко — полковник, старший преподаватель кафедры тактики Военно-Воздушной академии им. Ю. А. Гагарина. С марта 1968 года к работам по новому самолёту подключился Юрий Викторович Ивашечкин.
Согласно предварительно разработанной концепции, специализированный самолёт поля боя предназначался в основном для уничтожения групповых и одиночных малоразмерных подвижных и неподвижных объектов при визуальной видимости на линии боевого соприкосновения и на глубине до 50 км за линией фронта. Для обеспечения наиболее высокой эффективности при решении боевых задач самолёт должен был быть дешёвым, простым в производстве и эксплуатации, с высокой степенью живучести и надёжности. Были рассмотрены варианты компоновок самолётов OV-10A «Бронко», СААБ-105 и А-4 «Скайхок». В итоге была выбрана схема одноместного двухдвигательного моноплана нормальной схемы с высокорасположенным крылом малой стреловидности и большого удлинения, переставным трёхпозиционным стабилизатором малой стреловидности, килем большой стреловидности, боковыми нерегулируемыми воздухозаборниками, трёхопорным шасси с колёсами, обеспечивающим эксплуатацию с грунтовых аэродромов. Вооружение штурмовика нормальной массой 1500 кг состояло из широкой номенклатуры бомбардировочного, неуправляемого ракетного и стрелково-пушечного вооружения.

### Разработка
В мае 1968 года П. О. Сухому впервые представили предварительный проект штурмовика. Генеральный конструктор дал указание подготовить заявку на разработку самолёта. В августе документы по проекту были разосланы в Научно-технический комитет Генерального Штаба Министерства обороны, Главный Штаб ВВС, Главный Штаб ВМФ, Министерство авиационной промышленности и в ЦАГИ. НТК Генерального Штаба прислал ответ, что такой самолёт стране не нужен. НИИ ВВС предложил продолжить работы по самолёту. Остальные организации ответом себя не утрудили.
Но уже в начале 1969 года Маршал Советского Союза А. А. Гречко обратился к министру авиапромышленности П. В. Дементьеву с предложением провести конкурс проектов лёгкого самолёта-штурмовика. ВВС к середине марта сформулировали требования к самолёту. Министр обязал ОКБ, возглавляемые А. И. Микояном, С. В. Ильюшиным, П. О. Сухим и А. С. Яковлевым, провести на конкурсной основе разработку аванпроектов лёгкого дозвукового самолёта-штурмовика в соответствии с тактико-техническими требованиями ВВС.
Используя имеющийся задел, ОКБ П. О. Сухого предъявило к назначенному сроку не только аванпроект, но и полноразмерный обзорный макет самолёта. К этому же времени был выполнен значительный объём продувок моделей самолёта и получены положительные результаты.
В аванпроекте рассматривались два этапа компоновочного исполнения самолёта, различавшиеся типом двигателей и составом прицельно-навигационного оборудования. Для выигрыша времени на первом этапе предполагалось использование модифицированных серийных двигателей РД-9Б (от МиГ-19), получивших позднее индекс «Р9-300». Модификация заключалась в снятии форсажной камеры и установке нерегулируемого сопла. Но с этими двигателями новый самолёт имел уменьшенную на 25-30 процентов (по сравнению с заданными ТТТ) дальность полета и несколько ухудшенные взлетные характеристики.
Двигатели 2-го этапа (типа Р53Б-300) обеспечивали летно-технические характеристики, заданные ТТТ ВВС.
Для обеспечения боевой живучести предполагалось бронирование самолёта на основе композиционной брони: титановый сплав, резиновая прослойка, алюминиевый сплав. Вес бронедеталей составлял 9 % от массы самолёта.
Рассмотрение аванпроектов фирм-конкурсантов состоялось в июне 1969 года на Научно-техническом совете МАП. Обобщенным заключением ВВС предложения по самолётам Як-25ЛШ и Ил-42 отклонялись. Конкурс по проектам самолётов Су-25 и МиГ-21ЛШ продлевался до стадии постройки летных экземпляров.
К середине 1970 года специалистами ОКБ-51 были выпущены рабочие чертежи и начаты подготовка производства и сборка головной части опытного экземпляра самолёта в филиале ОКБ на Новосибирском авиационном заводе № 153 (на заводе в то время серийно выпускали истребитель-перехватчик Су-15 и готовился к выпуску Су-24).
В августе 1971 года заказчик выступил с требованием увеличения максимальной скорости самолёта у земли до 1200 км/ч с четырьмя блоками НУРС Б-8 на наружных подвесках. Все работы по самолёту были остановлены. Возникла новая волна противостояния между сторонниками и противниками концепции нового штурмовика.
Компромисс был достигнут и конце ноября 1971 года в ОКБ поступили новые тактико-технические требования ВВС к самолёту, утвержденные заместителем Главнокомандующего ВВС М. Н. Мишуком и согласованные с заместителем Главнокомандующего Сухопутных войск П. Н. Лащенко. Работы по самолёту были возобновлены в январе 1972 года. В соответствии с новыми требованиями конструкция самолёта была полностью пересмотрена.
С 12 по 15 сентября 1972 года работала макетная комиссия по новому самолёту-штурмовику. В конце этого года было принято решение о закладке в стапели первого лётного экземпляра Т8-1, который был закончен в 1974 году. Второй экземпляр Т8-0 был заложен к постройке после освобождения стапеля, и не предназначался для полётов — это был стенд для статических испытаний планера.
В ночь с 23 на 24 ноября 1974 года самолёт перевезли на летно-испытательную станцию ОКБ на территории ЛИИ МАП в г. Жуковском. 11 января 1975 года была выполнена первая скоростная рулежка с отрывом передней стойки. На 13 января был запланирован первый облёт самолёта, но при гонке двигателей перед вылетом произошёл обрыв лопатки турбины и пожар. Повреждённый двигатель Р9-300 сняли и отправили изготовителю: Уфимскому моторостроительному КБ «Союз». В феврале с завода пришли два доработанных двигателя и 22 февраля 1975 года был осуществлен первый вылет нового штурмовика Т8-1. Присутствовавший при этом событии первый заместитель главкома ВВС маршал авиации А. Н. Ефимов провозгласил в тот день тост: «За возрождение штурмовой авиации!»
С февраля по ноябрь 1975 года на самолёте Т8-1 был выполнен первый этап летных испытаний по определению основных характеристик самолёта. В июне-августе производились пуски неуправляемых реактивных снарядов, стрельба из встроенной и подвесных пушечных установок и определялась степень устойчивости работы силовой установки при применении различных видов оружия. К концу ноября программа совместных испытаний была закончена. В акте испытаний было отмечено, что:
```
«Самолет Су-25... обладает широкими возможностями при действии по наземным и воздушным целям в тактической и ближней оперативной глубине обороны противника за счет многообразия способов применения в сочетании с простотой их реализации... По технике пилотирования самолет прост и доступен для освоения курсантами выпускных курсов училищ ВВС... Боевые возможности самолета Су-25 могут быть доведены до заданных ТТТ за счет установки на самолет двигателей с меньшими удельными расходами и с тягой по 3500 - 4000 кг каждый».
```

Второй самолёт Т8-2 был готов в сентябре 1975 года, но находился в ОКБ практически до конца декабря — сперва для отработки систем, а затем — для участия в наземном показе, устроенном для руководящего состава МО на территории ОКБ. В первой половине 1976 года на нем была выполнена программа летных испытаний. Также на этом самолёте проведена отработка бесфорсажной версии двигателя Р13-300, получившая в серии индекс Р-95Ш.
29 июня 1977 года было принято Постановление ЦК КПСС и СМ СССР о полномасштабной разработке самолёта и организации его серийного производства на Тбилисском авиационном заводе имени Г. Димитрова.
При разработке штурмовика были выполнены научно-исследовательские и опытно-конструкторские работы по 40 темам, изготовлено и испытано около 600 образцов и макетов.
С апреля по июнь 1980 года две машины Су-25 проходили в Афганистане испытание в боевых условиях (операция «Ромб»). Под прикрытием самолётов Су-17 работали по целям фугасными и бетонобойными бомбами, а также НУРСами, совершая по три-четыре вылета в день. Всего на двух машинах было выполнено 100 испытательных полётов, в том числе — 44 боевых.
С июля 1981 по октябрь 1982 года в Афганистане была проведена операция «Экзамен» (иногда встречается название «Ромб-2»): в 80-м Ситал-Чайском штурмовом полку в Азербайджанской ССР в конце была сформирована 200-я отдельная штурмовая авиаэскадрилья (командир А. М. Афанасьев). За весь период эскадрилья выполнила более 2000 боевых вылетов, из-за ошибки пилота была потеряна одна машина.
Модернизация

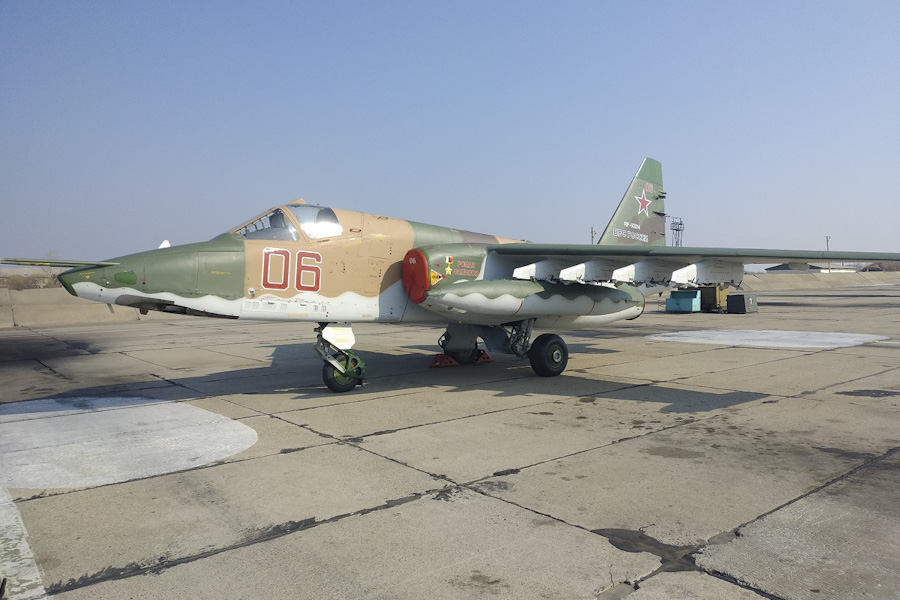
Су-25СМ «Герой России Роман Филипов». Приморский край

Су-25, как и Су-24М, постепенно заменяется на Су-34. Так, боевые возможности у первых двух значительно меньше последнего, особой нужды в них не было. Модернизированные версии Су-25СМ / СМ3 и Су-24М / М2 только оттягивали снятие с вооружения. Возможно, что разрабатываемый Су-39 станет специализированным «убийцей беспилотников». Основное преимущество Су-39 перед другими боевыми самолётами в малой крейсерской скорости. Из-за этого самолёт может длительное время преследовать вражеский БПЛА без сваливания в штопор. Также роль штурмовиков эффективно способны выполнять ударные вертолёты Ми-28Н и Ка-52 (корабельная версия Ка-52К «Катран» получила новую РЛС «Арбалет», способную наводить ракеты на десятки километров, что позволит вертолёту не входить в опасную зону 10-20 километров от цели, где его могут сбить ПВО малой дальности). Су-34, например, способен обнаруживать «потенциальные цели типа танков или БМП» на расстоянии до 75 километров.
Подавляющее большинство номенклатуры управляемых ракет Су-25СМ/СМ3 имеет дальность поражения не более 10 километров, что создаёт высокую вероятность быть сбитым зенитными ракетами. Станции РЭБ «Витебск», установленные на Су-25СМ3, способны сбивать наведение вражеских ракет, однако, всё равно остаётся высокая вероятность потерять самолёт. Также существует большой потенциал по увеличению дальности управляемых ракет на ударных вертолётах, что снова ведёт к ненадобности Су-25СМ/СМ3.

## Конструкция
По своей аэродинамической компоновке штурмовик Су-25 — самолёт, выполненный по нормальной аэродинамической схеме, с высоко расположенным крылом.
Самолётом управляет один пилот. В конструкции самолёта применено большое количество титановых сплавов, что позволяет снизить общую массу самолёта и при этом обеспечить прочность и броневую защиту.
| - 1: ВПУ-17А - 2: Тормозные щитки - 3: Противобликовочный щиток - 4: Лазерная станция Клён-ПС - 5: БРЭО - 6: Антенны госопознавания - 7: Приёмники воздушного давления ПВД-18Г-3М - 8: Парашютно-тормозная установка - 9: Топливные баки - 10: Основная опора шасси - 11: Катапультное кресло К-36Л | - 12: Бронестекло - 13: Перископ - 14: Турбореактивный двигатель - 15: Воздухозаборник - 16: Антенны РСБН-6С - 17: ПВД-7 - 18: Передняя опора шасси - 19: Фонарь - 20: Прицел АСП-17 - 21: Откидная стремянка | - 22: Лонжерон - 23: Закрылки - 24: Предкрылок - 25: Руль направления с демпфером - 26: Элерон - 27: Автомат отстрела ловушек АСО-2В - 28: Антенны СПО-15 - 29: Руль высоты - 30: Пилоны БДЗ-25 - 31: Пусковые устройства АПУ-60 |

### Планер
Планер состоит из:
- Фюзеляж — полумонокок, имеет эллипсовидное сечение. Силовой набор каркаса фюзеляжа состоит: продольный набор — лонжероны, стрингеры, балки; поперечный силовой набор — шпангоуты. Технологически фюзеляж разделён на три части:

1. головная часть фюзеляжа с откидным носком, откидной частью фонаря, створками передней опоры шасси;
2. средняя часть фюзеляжа со створками главных опор шасси, к средней части прикреплены воздухозаборники и консоли крыла;
3. хвостовая часть фюзеляжа, к которой крепится хвостовое оперение. В законцовке хвостовой части расположен контейнер тормозного парашюта.

В головной части расположены:
- отсек радиоэлектронного оборудования, для доступа к которому на боковых поверхностях носовой части фюзеляжа выполнены быстросъёмные люки, а в передней части откидной носок;
- кабина с фонарём лётчика, кабина сварная из авиационной титановой брони, толщина плит от 10 до 24 мм. Кабина негерметичная. В кабине установлены приборные доски, органы управления самолётом и двигателем, а также катапультное кресло лётчика;
- негерметичный подкабинный отсек. Здесь установлена пушка калибра 30 мм с патронным ящиком и встроенная лебёдка для подъёма и опускания патронного ящика;
- ниша передней опоры шасси, расположена в подкабинном и частично в закабинном отсеке. Снизу ниша закрывается двумя створками;
- закабинный отсек, расположенный между кабиной и передним топливным баком. Отсек пылевлагозащищённый, в нём расположено радиоэлектронное оборудование. На левом борту в нише кабинного отсека расположена встроенная откидная трёхсекционная стремянка, предназначенная для входа в кабину и подъёма на центральную часть фюзеляжа и крыло без использования наземных средств.

В средней части расположены:
- передний топливный бак. На верхней поверхности бака расположены агрегаты топливной системы и заливная горловина;
- расходный топливный бак. В нижней панели бака предусмотрен люк, крышка которого выполнена из бронеплиты;
- центроплан установлен сверху, в средней части фюзеляжа, и служит для крепления консолей крыла. Центроплан является частью расходного бака и представляет собой топливный бак-отсек;
- ниши главных опор шасси расположены под передним топливным баком. Ниша каждой главной опоры закрыта тремя створками;
- в верхней части фюзеляжа над передним топливным баком расположен негерметичный гаргрот, служащий для размещения коммуникаций самолёта: трубопроводы дренажа и наддува баков, жёсткой проводки систем управления и других;
- через среднюю часть фюзеляжа проходят воздушные каналы от воздухозаборников к мотоотсекам.

В хвостовой части расположены:
- хвостовая балка-платформа для установки хвостового оперения. Хвостовая балка разделена на отсеки, в которых размещено оборудование самолётных систем и систем двигательной установки, а также привод перестановки стабилизатора и контейнер тормозных парашютов. На боковых поверхностях хвостовой балки установлены обтекатели гондол двигателей;
- по бортам хвостовой балки фюзеляжа расположены две мотогондолы двигателей. На силовых шпангоутах мотогондол установлены узлы крепления двигателей. На верхней поверхности мотогондол установлены воздухозаборники охлаждения двигательного отсека.
- Крыло — свободнонесущее, высокомеханизированное крыло малой стреловидности и большого удлинения. Крыло состоит из двух отъёмных консолей, соединённых с фюзеляжем. Центроплан составляет одно целое с фюзеляжем. Силовую основу каждой консоли составляет кессон, к которому крепятся носовая и хвостовая части консоли. Внутренняя часть кессона выполнена герметичной и является топливным баком-отсеком. На каждой консоли крыла установлено по пять точек подвески вооружения, обеспечивающих применение всех видов бомбардировочного, ракетного и артиллерийского вооружения.

В носовой части крыла расположены тяги управления элеронами, система управления предкрылками, жгуты управления вооружением. В хвостовой части консоли расположены трубопроводы и агрегаты топливной системы и гидравлической системы управления закрылками, тормозными щитками и элеронами. На конце каждой консоли крыла установлены гондолы с тормозными щитками. На нижней поверхности гондол установлены фары, а на боковой поверхности с внешней стороны — бортовые аэронавигационные огни.
- Механизация крыла — на каждой консоли крыла установлен пятисекционный предкрылок, двухсекционный закрылок и элерон. Предкрылки установлены по всему размаху консоли. Управление предкрылком осуществляют двумя приводами. Угол отклонения предкрылка на манёвре — 6 градусов, при взлёте и посадке — 12 градусов.

Обе секции закрылка каждой консоли двухщелевые, сдвижные с дефлектором. Все секции закрылков взаимозаменяемы. Предкрылки и закрылки трёхпозиционные и имеют положения: полётное, манёвренное и взлётно-посадочное. Угол отклонения закрылка на манёвре — 10 градусов, на взлёте и посадке — 40 градусов.
Элерон крыла имеет три узла навески, расположен в концевой части крыла и имеет осевую компенсацию. Углы отклонения элерона +/- 23 градуса.
- Горизонтальное оперение — состоит из двух консолей стабилизатора, соединённых между собой центральной частью. Стабилизатор переставной и с помощью привода имеет три установочных положения. Стабилизатор навешивается на два узла, закреплённые на силовом шпангоуте хвостовой балки. Руль высоты состоит из двух раздельных половин, связанных между собой карданным валом. На каждой половине руля высоты установлен бустер, а на правой половине дополнительно установлен триммер. Руль высоты имеет аэродинамическую компенсацию и весовую балансировку.
- Вертикальное оперение — состоит из киля, руля направления и демпфера рыскания. Киль состоит из носка киля, центральной силовой части и радиопрозрачной законцовки. Киль крепится к фюзеляжу по трём силовым шпангоутам. Носок киля съёмный и крепится болтами к переднему лонжерону силовой части. В верхней части киля ниже радиопрозрачной законцовки установлен хвостовой аэронавигационный огонь. В киле установлены блоки регистрации полётных параметров самолёта. В основании киля установлены воздухозаборники системы охлаждения генераторов. Руль направления навешивался на киль на трёх узлах и имел аэродинамическую и весовую компенсацию. На руле направления расположен триммер и кинематический сервокомпенсатор. Демпфер рыскания — верхняя часть руля направления, навешивался на киль на двух шарнирных опорах.
- Шасси — трёхопорное с носовым колесом. Главные опоры шасси расположены под средней частью фюзеляжа и убираются в ниши фюзеляжа вперёд против полёта и к плоскости симметрии самолёта. Передняя опора убирается назад по полёту в нишу, расположенную частично в подкабинном и частично в закабинном отсеках. Все ниши закрываются створками. На главных опорах шасси установлено по одному тормозному колесу. На передней опоре установлено нетормозное колесо. Рычажная подвеска основных и передней опор обеспечивает амортизацию шасси от вертикальных и боковых сил. Колёса передней опоры поворотные, что обеспечивает манёвренность самолёта при движении по земле. Амортизация шасси пневмогидравлическая. Выпуск и уборка шасси производится от гидросистемы. Для сокращения длины пробега самолёта при посадке и при прерванном взлёте применяется парашютно-тормозная установка. Контейнер парашютно-тормозной установки является законцовкой хвостовой балки фюзеляжа, в котором размещён вытяжной парашют с пружинным механизмом, второй вытяжной парашют — двухкупольный. Створка контейнера парашютно-тормозной установки представляет собой шаровой сегмент, который перед выпуском парашютов отклоняется вверх.
- Управление — управление рулём направления — ножное; управление элеронами, рулями высоты, триммерами, стабилизатором — ручное. Для уменьшения усилий на ручке управления самолётом в поперечном канале установлен бустер. Для снятия усилий с ручки управления рулём высоты и элеронами установлены механизмы триммерного эффекта с дистанционным электрическим управлением. Также в системе управления элеронами установлен пружинный загрузочный механизм, который изменяет усилия на ручке управления в зависимости от углов отклонения элеронов.

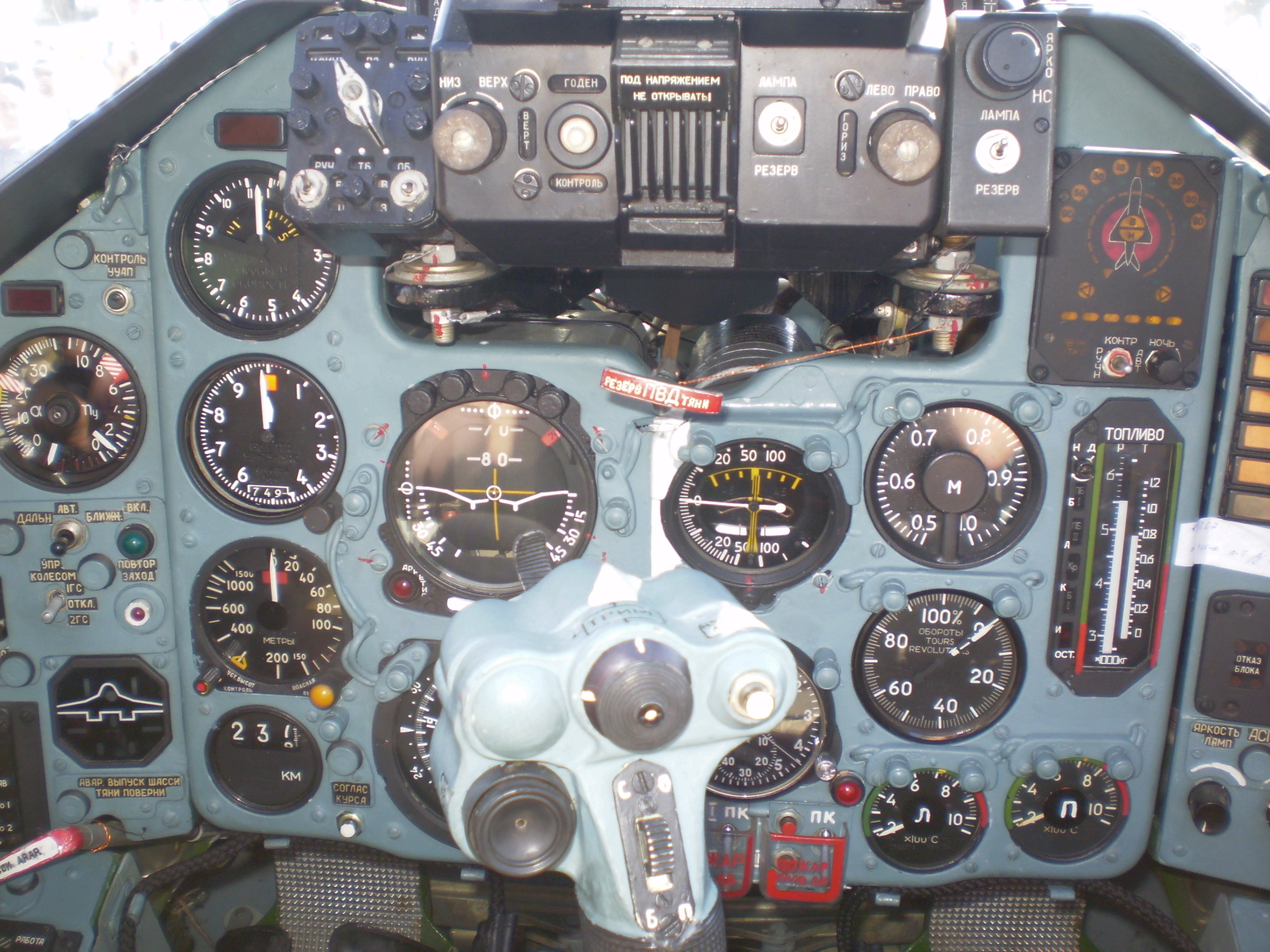
Приборная панель штурмовика Су-25

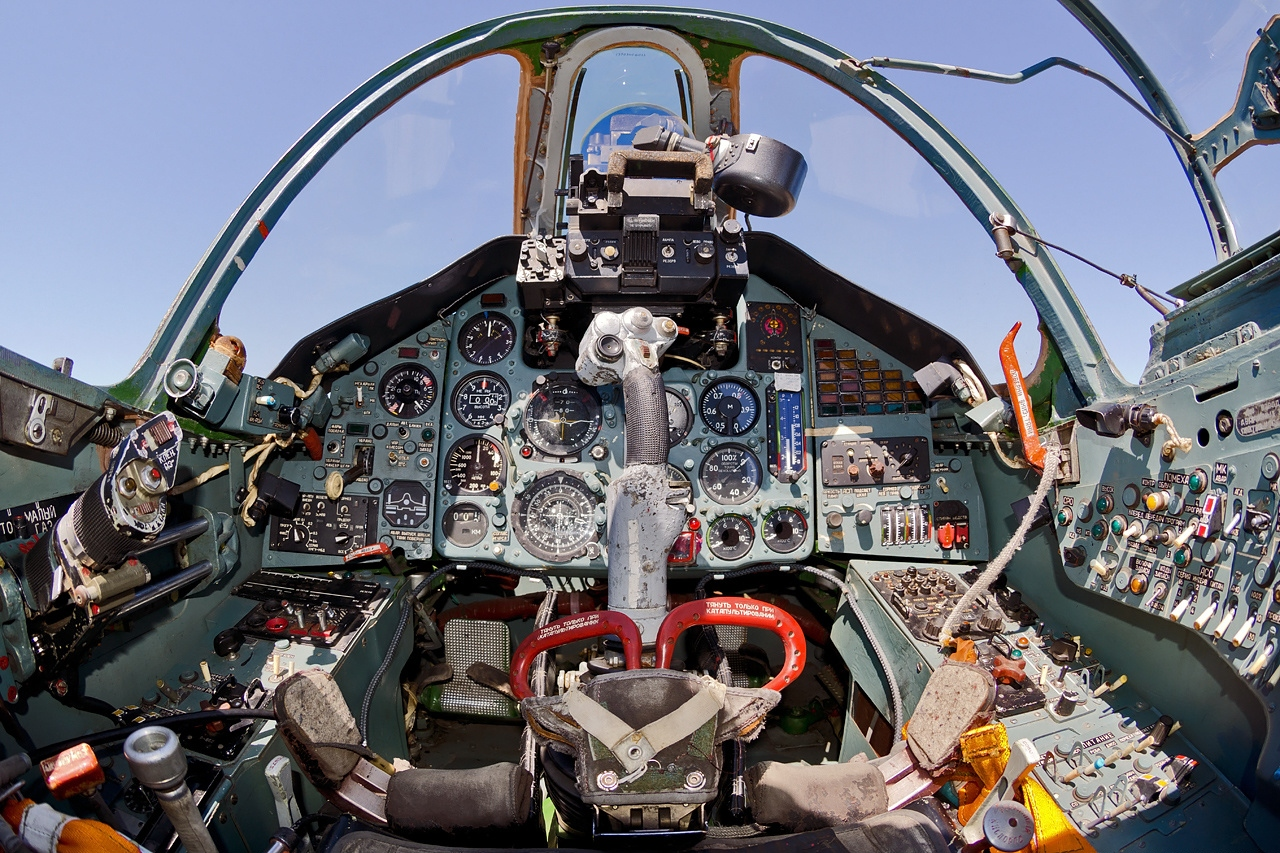
Интерьер кабины

### Двигатели
Двигатели Су-25 размещены по обеим сторонам фюзеляжа в специальных мотогондолах в месте сопряжения крыла с фюзеляжем. Двигатели обладают нерегулируемыми соплом и воздухозаборником. Межремонтный ресурс составляет 500 часов.
Ранние версии Су-25 оснащались двумя бесфорсажными одноконтурными турбореактивными двигателями Р-95Ш тяги по 4 100 кгс каждый. Двигатели обладали средним удельным расходом топлива в 1,28 кг/кгс час и автономным электрическим запуском.
Позднее на штурмовики начали устанавливать более совершенные Р-195 с увеличенной до 4300 кгс тягой. Двигатели Р-195 долгое время были секретными, в частности, в представленном на авиасалоне во Франции в 1989 году самолёте Т-8-15 двигатели Р-195 были заменены на Р-95Ш. Конструкция была усилена по сравнению с прототипом Р-13. Двигатель выдерживает прямое попадание 23-мм снаряда и сохраняет работоспособность при многочисленных менее серьёзных боевых повреждениях. Также было снижено инфракрасное излучение, что сделало самолёт менее уязвимым для ракет с ИК-головками самонаведения.
Двигатели Р-95 и Р-195 были признаны самыми надёжными в своём классе.
Особое внимание уделено живучести конструкции и экранированию систем с тем расчётом, чтобы одним попаданием средств поражения нельзя было вывести из строя оба двигателя. При выводе из строя одного двигателя самолёт может продолжать полёт на другом.
Основным топливом для двигателей является авиационный керосин. Двигатели обеспечивают топливом из 4 встроенных топливных баков (2 в фюзеляже, по одному в каждом из полукрыльев) с общим объёмом до 3 660 литров, также возможна подвеска до 2 подвесных топливных баков (ПТБ-800) ёмкости по 840 литров каждый. Таким образом, общий объём топливных баков может составлять до 5 300 литров.
Система запуска обеспечивает автономный и автоматический запуск двигателей и выход их на устойчивую частоту вращения. Запуск двигателей на земле можно производить от бортового аккумулятора или от аэродромного источника питания.
В случае аварийной остановки двигателей или в случае неудавшегося запуска на самолёте предусмотрена система дренажа, обеспечивающая выведение остатков топлива, масла и гидросмеси за борт самолёта.
Для обнаружения, сигнализации и тушения пожара в отсеках двигателей на самолёте установлена система противопожарного оборудования. На самолёте установлено две системы сигнализации о пожаре, по одной на каждый двигательный отсек. Средства тушения пожара включают в себя два огнетушителя и распределительные коллекторы.
Для обеспечения взрывобезопасности топливных баков фюзеляжа и защиты от пожара смежных отсеков, расположенных рядом с топливными каналами и баками, их внутренние объёмы заполнены пористым полиуретаном.

### Защищённость, система жизнеобеспечения и спасения

Схема средств обеспечения боевой живучести

Су-25 является в целом высокозащищённым самолётом, на системы обеспечения боевой живучести приходится 7,2 % нормальной взлётной массы или 1 050 кг. Жизненно важные системы штурмовика продублированы и экранированы менее важными.
Особое внимание уделено защите критически важных узлов и элементов — кабины пилота и топливной системы.
Кабина пилота выполнена сварной из авиационной титановой брони АБВТ-20. Толщина бронеплит составляет от 10 до 24 мм. Лобовое остекление обеспечивает противопульную защиту и представляет собой стеклоблок толщины 55 мм. Сзади пилот защищён стальной бронеспинкой толщины 6 мм. Пилот практически полностью защищён от обстрела из любого ствольного оружия калибра до 12,7 мм, а по наиболее опасным направлениям — калибра до 30 мм.
Спасение пилота при критическом поражении самолёта обеспечено катапультным креслом К-36Л, обеспечивающим спасение пилота на всех режимах, скоростях и высотах полёта. Перед катапультированием фонарь кабины сбрасывается. Управление катапультированием осуществляется вручную с помощью управляющих ручек, за которые необходимо потянуть обеими руками.
Для обеспечения необходимых условий для работы лётчика на самолёте установлена система кондиционирования и кислородное оборудование. Для системы кондиционирования используют воздух, отбираемый за восьмой ступенью компрессора каждого двигателя, который затем охлаждается в воздушных радиаторах и в турбохолодильнике. Система кондиционирования обеспечивает: избыточное давление в кабине; обогрев и вентиляцию кабины; предохранение стёкол фонаря от запотевания; необходимую температуру в блоках радиоэлектронного оборудования.
Кислородное оборудование совместно со специальным снаряжением обеспечивает жизнедеятельность лётчика длительно на всех высотах полёта самолёта и кратковременно при катапультировании. Кислородное оборудование состоит из двух систем: основной и кресельной. Основная система состоит из бортового комплекта кислородного прибора и кислородных баллонов. Подача кислорода в маску производится лёгочным автоматом кислородного прибора, начиная с высоты 2 км. Кресельная кислородная система предназначена для питания кислородом при катапультировании в кресле и последующем спуске, при отказе основной системы, для обеспечения всплытия из под воды после катапультирование и пребывания на плаву в течение трёх минут с момента включения системы.

### Гидравлическая система и система электроснабжения
Гидравлическая система самолёта состоит из двух независимых друг от друга гидросистем. Первая гидросистема обеспечивает управление колесом передней опоры шасси, уборку и выпуск тормозных щитков, уборку и выпуск предкрылков и закрылков, перестановку стабилизатора, управление элеронами, аварийный выпуск шасси, автоматическое торможение колёс основных опор при уборке шасси, аварийное торможение колёс основных опор шасси. Вторая гидросистема обеспечивает уборку и выпуск шасси, основное торможение колёс основных опор шасси, управление элеронами, управление колесом передней опоры шасси. Каждая гидравлическая система имеет свой источник давления — насос, свои распределительные устройства, исполнительные органы, трубопроводы и ёмкости с рабочей жидкостью. Давление в гидросистемах 210 кг/см2.
Система электроснабжения самолёта состоит из источников электроэнергии и электрической сети, в которую входят: аппаратура управления, регулирования и защиты, коммутационная аппаратура, электропроводка и электроразъёмы. Источниками электроэнергии являются генераторы переменного и постоянного тока. Преобразователи обеспечивают электроэнергией каждый свою группу потребителей. Аварийным и резервным источником постоянного тока являются две аккумуляторные батареи. Для подключения бортовой электросети самолёта к наземным источникам питания на борту установлены два штепсельных разъёма аэродромного питания — один постоянного тока, второй трёхфазного переменного.

### Бортовое оборудование
В состав бортового оборудования входят: навигационная аппаратура, радиосвязная аппаратура, система управления вооружением, средства объективного контроля, система постановки помех.
В целом, идеология бортового оборудования Су-25 взята (с некоторыми доработками и изменениями) от Су-17М2/3.
- Навигационное оборудование:
  - навигационный комплекс КН-23-1 (назначение, применение и комплектность: см. отдельную статью)
  - радиовысотомер малых высот РВ-5 (затем РВ-15)
  - автоматический радиокомпас АРК-15
  - маркерный радиоприёмник МРП-56, предназначен для инструментальной посадки в СМУ по системе ОСП
- Радиосвязное оборудование:
  - связная УКВ радиостанция Р-862
  - маломощная УКВ радиостанция Р-828 (для связи с авианаводчиками в пределах прямой видимости)
  - самолётное переговорное устройство СПУ-9
  - аварийная УКВ радиостанция Р-855 в комплекте укладки катапультного кресла
- Прицельное оборудование:
  - авиационный стрелковый прицел АСП-17ВС-8 с блоком связи БСУ-М3-8; обеспечивает стрельбу, пуск НАР и бомбометание по оптически видимым целям
  - лазерный дальномер-целеуказатель «Клен-ПС»
  - фотоконтрольный прибор прицела (автоматическая 35 мм фотокамера, темп съёмки 5 кадров в сек) СШ-45А-1-100
  - авиационный киноконтрольный прибор (35-мм фотокинопулемет) АКС-5-75
- Бортовые средства контроля
  - речевой самописец МС-61
  - регистратор параметров полёта «Тестер-У3»
- Система обороны:
  - станция предупреждения об облучении «Берёза» СПО-15Л/ЛМ
  - автоматы сброса ложных тепловых целей СО-2В-01 или АСО-2ВМ (первоначально 4 комплекта держателей, по 26 помеховых патронов в каждом)
  - контейнерная станция РЭБ индивидуальной защиты «Сирень» или «Гвоздика»
  - БКО «Витебск» — бортовой комплекс обороны для индивидуальной защиты боевых самолётов от управляемого ракетного оружия[источник не указан 519 дней].

## Вооружение

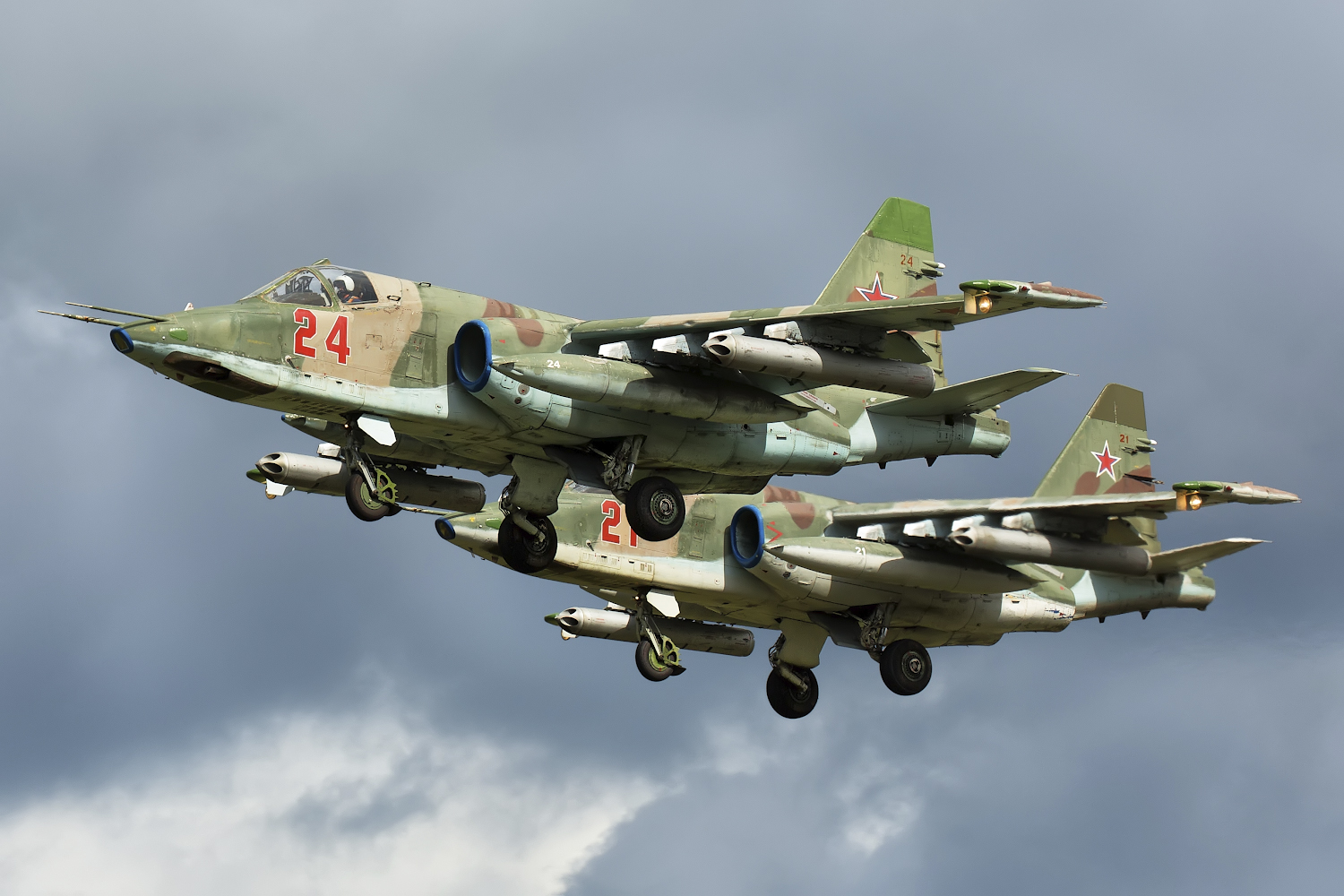
Су-25СМ с блоками НАР С-13 на пилонах (2020)

Су-25 оснащён мощным комплексом вооружения: авиапушками, авиабомбами различного калибра и назначения, управляемыми и неуправляемыми ракетами «воздух-земля», управляемыми ракетами «воздух-воздух». Всего на штурмовик может устанавливаться 32 вида вооружений.
Самолёт обладает встроенной 2-ствольной 30-мм авиационной пушкой ГШ-30-2, остальное вооружение размещается на самолёте в зависимости от типа решаемых задач. Самолёт обладает 10 точками подвеса дополнительного вооружения и грузов (по 5 под каждым полукрылом). Для подвеса вооружения «воздух-поверхность» используются пилоны БДЗ-25, а для подвески УР «воздух-воздух» — авиационные пусковые устройства АПУ-60.

### Артиллерийское вооружение

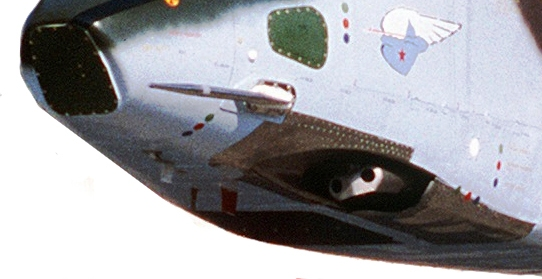
Штатная ГШ-30-2 на самолёте Су-25

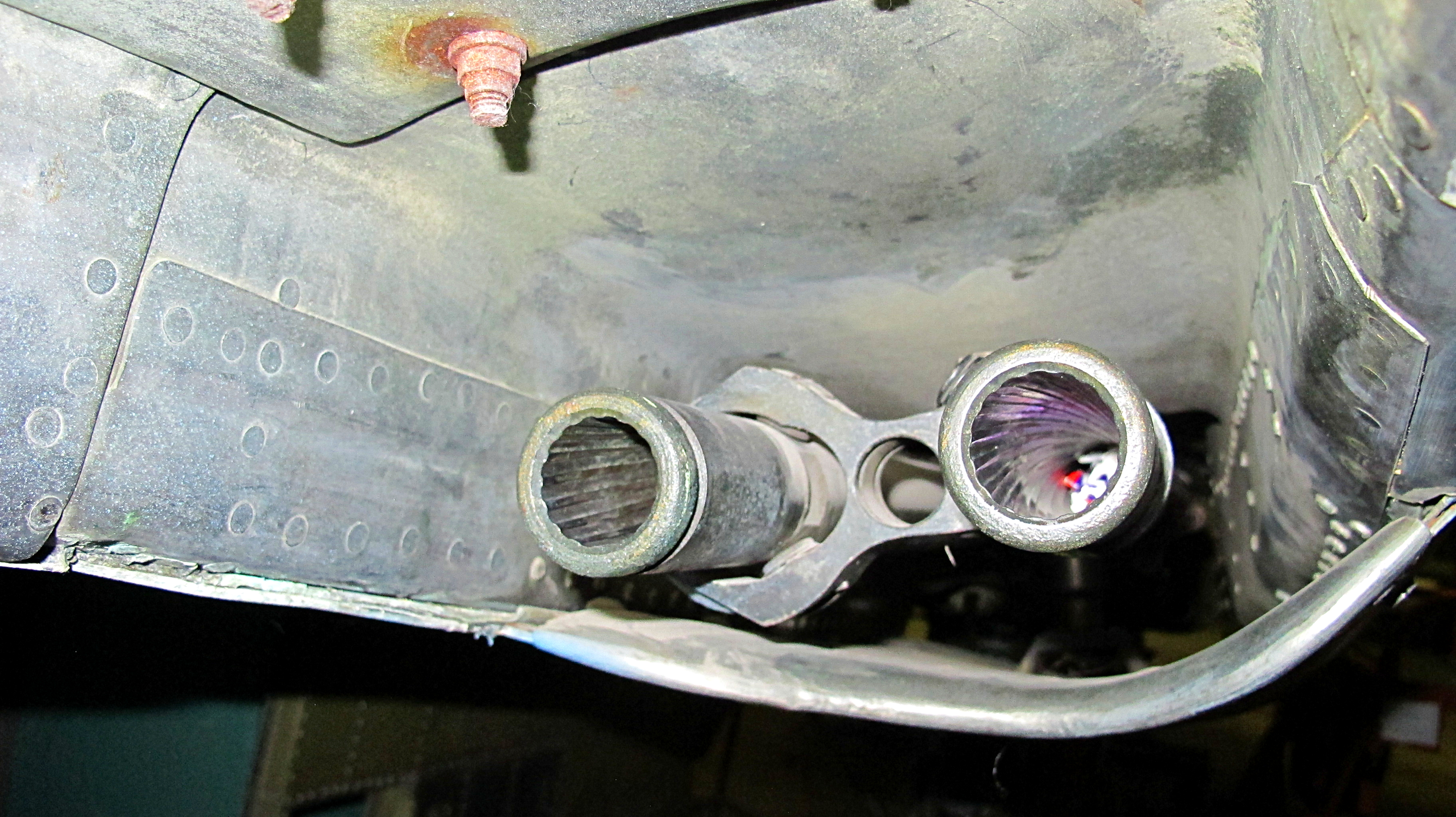
Штатная пушка ГШ-30-2

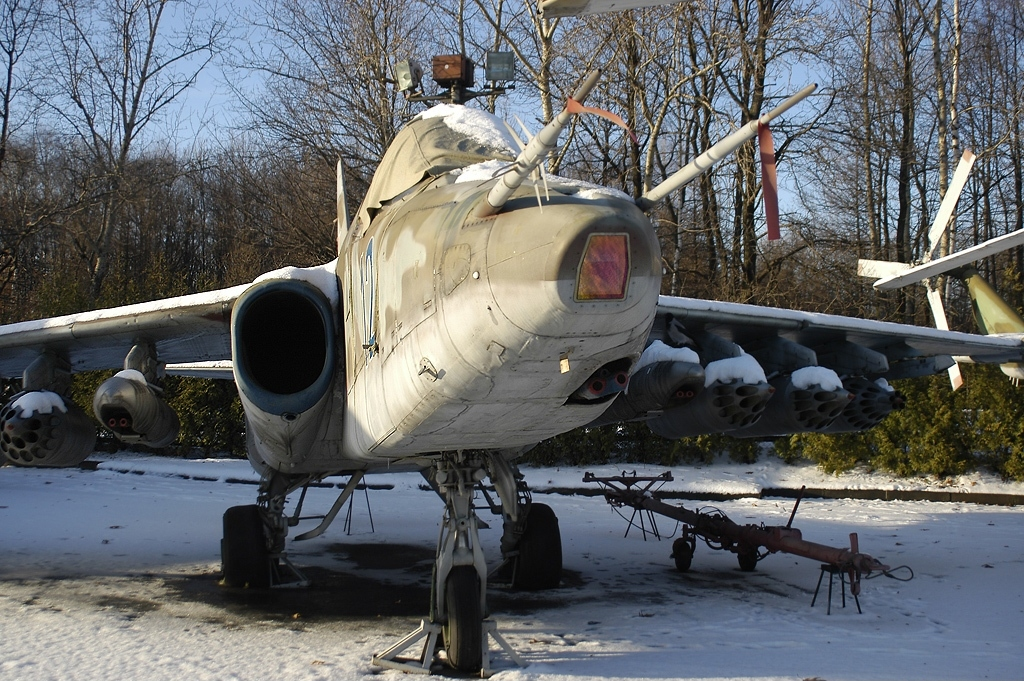
С обеих сторон на ближних к фюзеляжу пилонах установлены подвесные пушечные контейнеры

Штурмовик вооружён встроенной пушечной установкой ВПУ-17А с двуствольной 30-мм авиапушкой ГШ-30-2 (индекс ГРАУ 9А623), выполненной по схеме Гаста. Авиапушка предназначена для поражения бронетехники, открыто расположенной живой силы противника, а также воздушных целей на средних и близких дистанциях. Пушка является относительно компактной для орудий такой скорострельности и калибра: длина ствола составляет 1,5 м, а её масса без боезапаса 105 кг. ГШ-30-2 закреплена неподвижно относительно планера, наведение осуществляется маневрированием самолёта.
Питание пушки — ленточное. Управление стрельбой — с помощью электровоспламенения, с использованием постоянного тока напряжением 27 вольт. Полный боезапас составляет 250 снарядов, причём авиапушка может израсходовать боезапас одной непрерывной очередью. Ствол позволяет сделать до 4 000 выстрелов без ухудшения характеристик. Начальная скорость снаряда 900 м/с.
Темп стрельбы авиапушки составляет 3000 выстрелов в минуту.
Пушка может вести огонь следующими типами боеприпасов:
- осколочно-фугасный зажигательный снаряд ОФЗ-30,
- осколочно-фугасный зажигательный трассирующий снаряд ОФЗТ-30,
- бронебойно-разрывной снаряд БР-30,
- многоэлементный снаряд МЭ-30.

Также возможна установка на штурмовик дополнительного артиллерийского вооружения в виде подвесных пушечных контейнеров СППУ-22-1, каждый из которых оснащён двухствольной 23-мм пушкой ГШ-23, выполненной по схеме Гаста. Боекомплект каждого пушечного контейнера составляет 260 снарядов. На самолёт может быть установлено до 4 подобных контейнеров.

### Неуправляемые авиабомбы

Схема подвески вооружения на Су-25

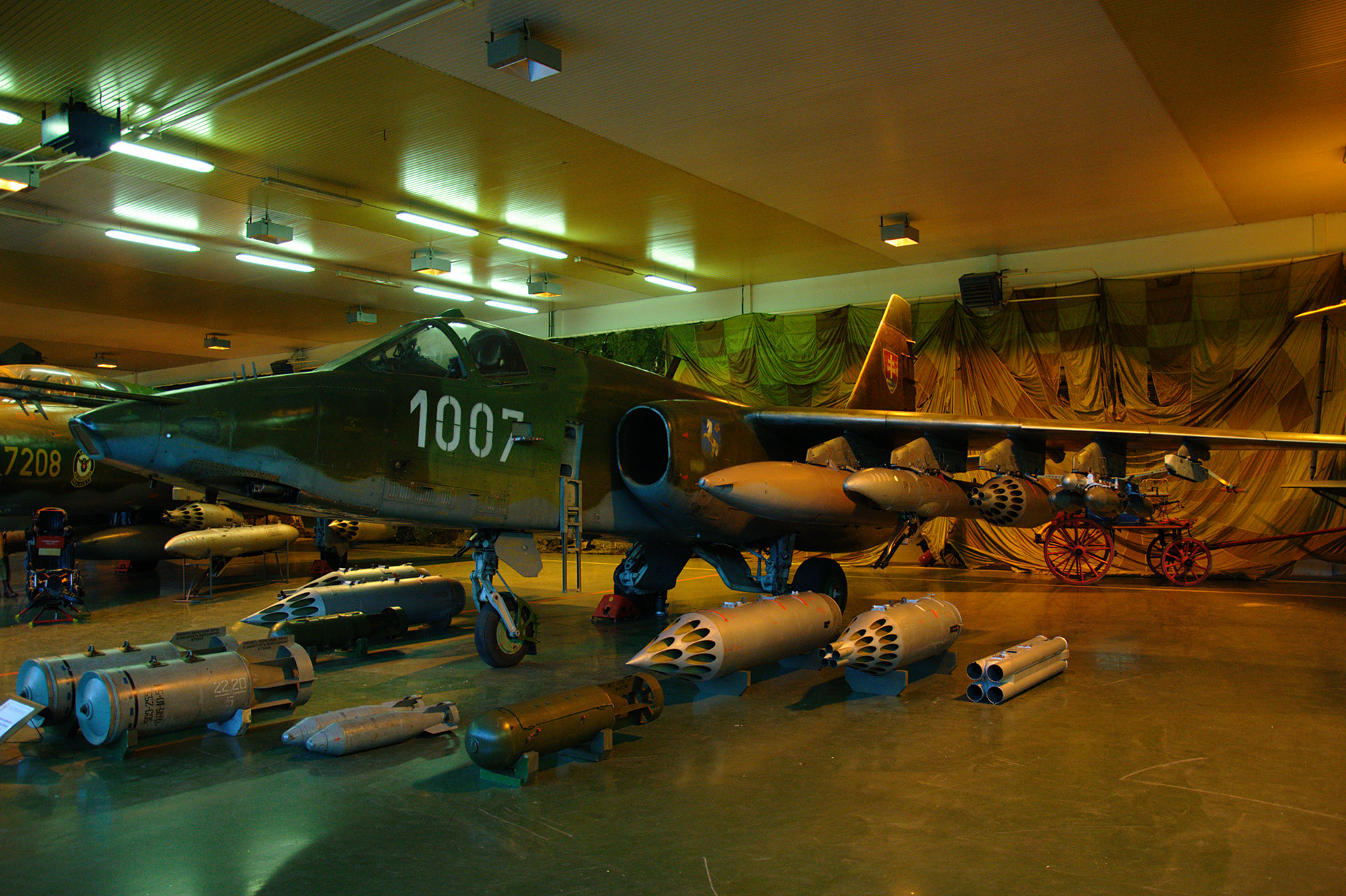
Варианты применяемых боеприпасов на внешних подвесках Су-25

В базовом варианте Су-25 могут применять следующие неуправляемые авиабомбы:
- ФАБ-100 — одна или четыре бомбы (с использованием МБД2-67У[что?]) на пилоне,
- ФАБ-250 — одна бомба на пилоне,
- ФАБ-500 — одна бомба на пилоне,
- САБ-100;
- БетАБ-500;
- БетАБ-500ШП;
- РБК-250;
- РБК-500;
- КМГУ-2;
- ЗБ-500;
- ОДАБ-500П.

### Неуправляемое ракетное оружие

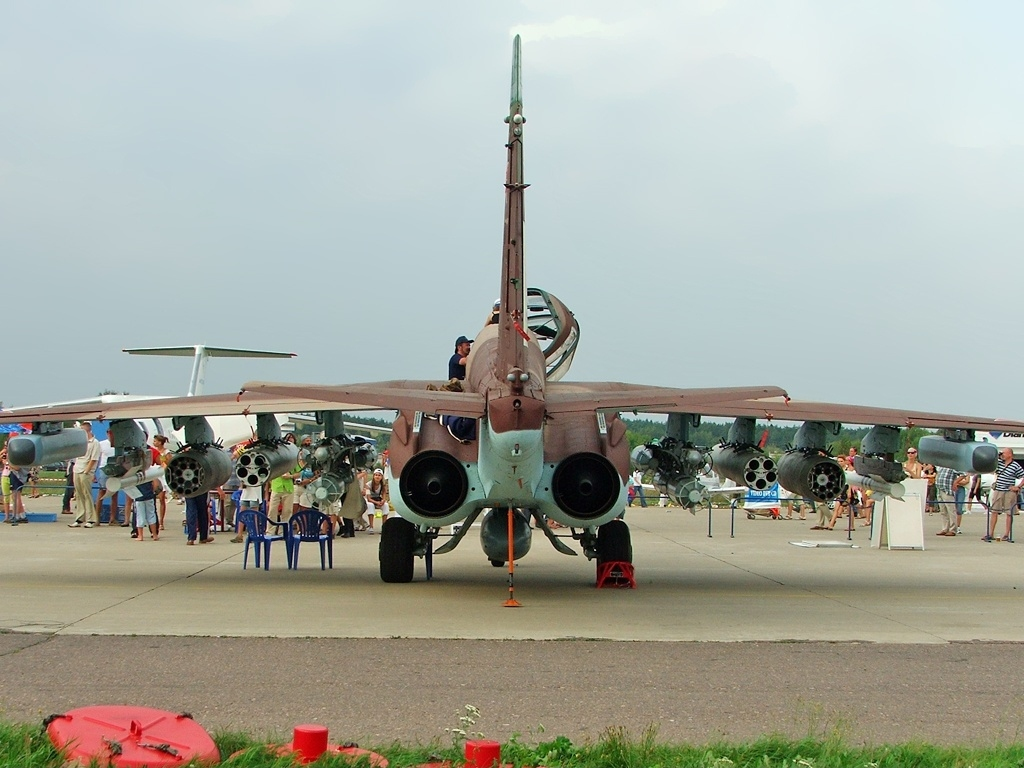
Вариант подвески вооружения на Су-25

Су-25 способен использовать блоки НАР со следующими ракетами с различными БЧ:
- С-5;
- С-8;
- С-13.
- НАР по одной на подвеске:

- С-24Б,
- С-25.

### Высокоточные бомбы и ракеты
Для применения управляемого оружия класса «воздух-поверхность» Су-25 (а также Су-17М4) оснащён лазерным дальномером-целеуказателем (ЛД) «Клён-ПС». После захвата цели и пуска ракеты пилот должен подсвечивать цель до её поражения. Из-за расположения ЛД в носовой части самолёта угол обзора направлен в переднюю полусферу, а не в нижнюю, поэтому в базовой модификации Су-25 не используют управляемые авиабомбы. Управляемые ракеты:
- С-25Л,
- Х-25МЛ,
- Х-29Л.

### Оружие «воздух-воздух»

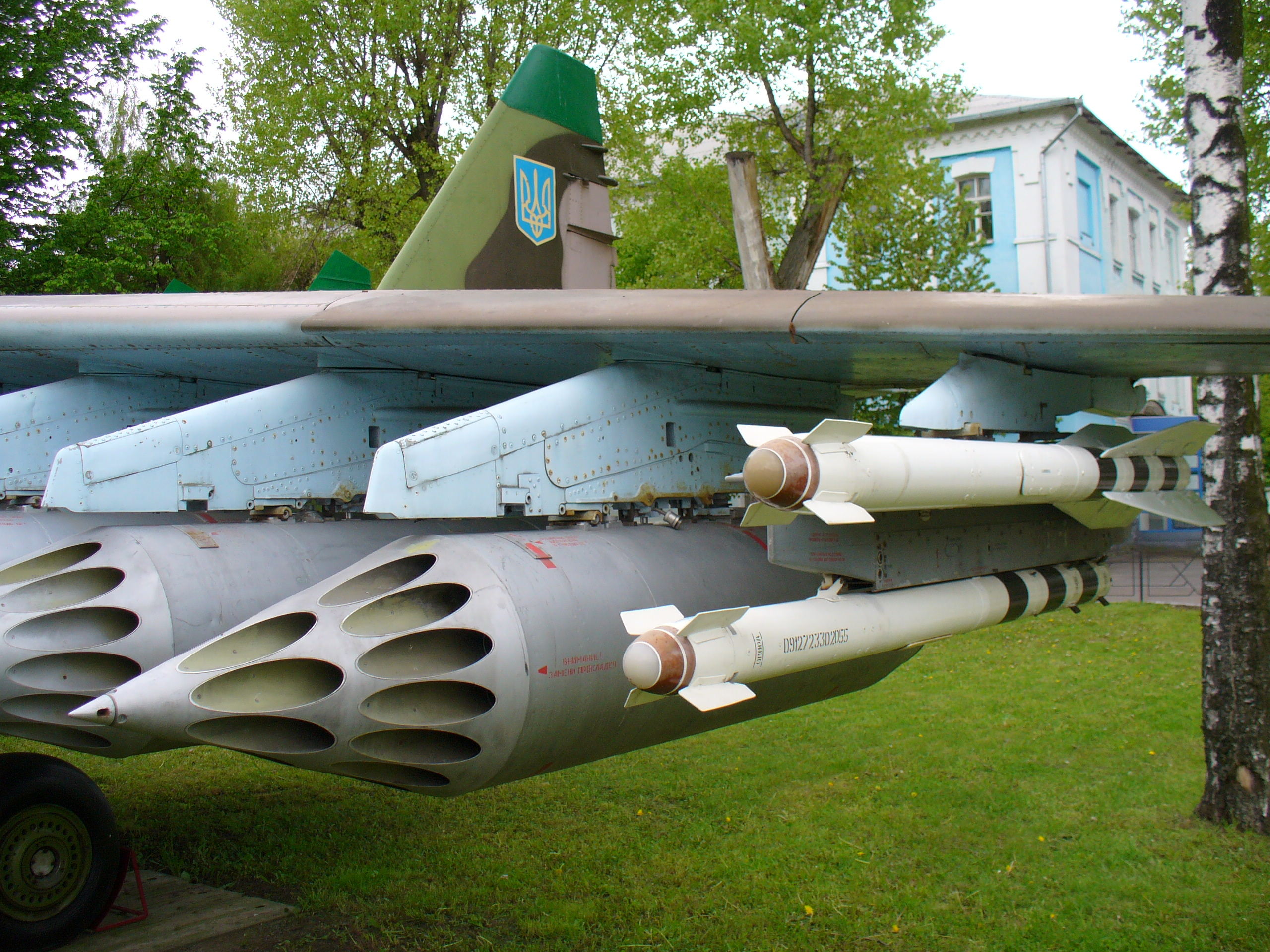
На крайнем подкрыльном пилоне установлены 2 ракеты класса «воздух-воздух», на остальных 4 пилонах установлены блоки НАР

Для самозащиты и борьбы с вертолётами штурмовик оснащён двумя управляемыми ракетами Р-60 малого радиуса действия с инфракрасными головками самонаведения. Ракеты крепятся к авиационным пусковым устройствам АПУ-60, расположенным под крылом.
Поскольку ракеты Р-60 сняты с производства, а сроки их хранения подходят к концу, то при модернизации самолётов Су-25 ВВС России в версию Су-25СМ и Су-25СМ(3) пилоны, предназначенные для пусковых устройств АПУ-60, демонтируются. На модернизированных штурмовиках Су-25СМ применяется ракета Р-73, пусковое устройство которой подвешивается на крайние держатели БДЗ-25.

## Производство
Производство штурмовика было организовано на двух авиазаводах СССР:
- Тбилисское авиационное производственное объединение им. Г. М. Димитрова министерства авиационной промышленности СССР (предприятие А-1186), почтовый адрес: 380036 Грузинская ССР, г. Тбилиси, ул. Б. Хмельницкого, 181. Производство штурмовиков по модификациям и по годам выпуска: Су-25 — 582 шт. (1979—1989 гг); Су-25К — 180 шт (1984—1989 гг), Су-25БМ (1991 г.) — 50 шт., Су-25Т (1990-92 и 1995-96 гг) — 24 шт.
- Улан-Удэнское авиационное производственное объединение министерства авиационной промышленности СССР (предприятие Р-6759). Почтовый адрес: 670009 (670000) Бурятская АССР, г. Улан-Удэ, ул. Хоринская, 31. Производство штурмовиков по модификациям и по годам выпуска: Су-25УБ — порядка 200 ед. (с 1986 по 2005 год), Су-25УТГ — 15 шт. (1990—1992 гг), Су-25ТМ (Су-39) — 4 шт?.

Капитально-восстановительные ремонты Су-25 в СССР делали следующие предприятия:
- 388-й авиаремонтный завод (Спасск-Дальний, РСФСР)
- 519-й авиаремонтный завод (с. Вазиани, Грузинская ССР)
- 558-й авиаремонтный завод (Барановичи, БССР)

В 21-м веке ремонт и переделка Су-25 в Су-25СМ осуществляется на 121-м авиаремонтном заводе (с 2002 года по н.в.). Адрес предприятия: Московская обл., Одинцовский район, п. Старый Городок, ул. Почтовая, д. 10.
КВР Су-25 занимается 322-й авиаремонтный завод в Воздвиженке (адрес: 692557, Приморский край, Уссурийский район, с. Воздвиженка, ул. Жуковского, 5)
Ремонтом палубных вариантов Су-25УТГ некоторое время занимался 67-й авиаремонтный завод ВМФ в Североморске (адрес: 184601, Мурманская область, г. Североморск, ул. Гвардейская). Предприятие ликвидировано в 2005 году.
За рубежом ремонтом и модернизацией Су-25 занимаются следующие предприятия:
В республике Беларусь — 558-й авиаремонтный завод (адрес: Беларусь, г. Барановичи ул. 50 лет ВЛКСМ, 7).
В Узбекистане — Чирчикский авиационный ремонтный завод (адрес: 111722, Узбекистан, Ташкентская обл. г. Чирчик)
На Украине — Запорожский государственный авиаремонтный завод «МиГремонт» (бывший 713-й АРЗ МО СССР, почтовый адрес: г, Запорожье, п. Военстрой 124)
Также были неоднократные попытки возобновления производства, ремонта и модернизации Су-25 на других предприятиях как в РФ, так и за рубежом. Например, в конце декабря 2015 года Евпаторийский АРЗ (это бывший 316-й АРЗ ВМФ; почтовый адрес предприятия: 297402, республика Крым, г. Евпатория, ул. 5-1 городок, ЗД. 20-Б) получил заказ на ремонт и модернизацию Су-25, но выполненное и текущее состояние работ по данному типу ЛА достоверно не известно.

## Тактико-технические характеристики (Су-25К)
Источник данных: И. Бедретдинов «Су-25»

Технические характеристики
- Экипаж: 1 лётчик
- Длина: 15,36 м (с ПВД)
- Размах крыла: 14,36 м
- Высота: 4,8 м
- Площадь крыла: 30,1 м²
- Коэффициент удлинения крыла: 6
- Коэффициент сужения крыла:' 3,38
- Угол стреловидности по передней кромке: 20°
- Поперечное V крыла: −2,5°
- База шасси: 3,57 м
- Колея шасси: 2,51 м
- Масса пустого: 9315 кг
- Масса снаряжённого: 11 600 кг
- Нормальная взлётная масса: 14 600 кг
- Максимальная взлётная масса: 17 600 кг
- Масса топлива во внутренних баках: 3000 кг
- Масса броневой защиты: 595 кг
  - фонарь: 48,5 кг лобовое (бронестекло)
  - кабина пилота: 424,9 кг
  - топливная и масляная системы: 121,6 кг
- Масса протектора: 160 кг
- Общая масса средств обеспечения БЖ: 1050 кг (7,2 % нормальной взлётной массы)
- Силовая установка: 2 × ТРД Р-95Ш
- Тяга: 2 × 4100 кгс (40,2 кН)

Лётные характеристики
- Максимальная скорость: 950 км/ч (с норм. боевой нагрузкой)
- Крейсерская скорость: 750 км/ч
- Посадочная скорость: 210 км/ч
- Практическая дальность: (с норм. боевой нагрузкой)
  - на высоте:
    - без ПТБ: 640 км
    - с 2×ПТБ-800: 950 км
    - с 4×ПТБ-800: 1250 км

  - у земли:
    - без ПТБ: 495 км
    - с 2×ПТБ-800: 620 км
    - с 4× ПТБ-800: 750 км
- Перегоночная дальность: 1950 км
- Практический потолок: 7000 м[* 2] [* 3]
- Высота боевого применения с максимальной боевой нагрузкой: 5000 м
- Радиус виража: 680 м (при норм. боевой нагрузке на 1500 м при 555 км/ч)
- Скороподъёмность: 60 м/с (у земли с нагрузкой 1000 кг)
- Нагрузка на крыло: 485 кг/м² (при норм. взлётной массе)
- Тяговооружённость: 0,56/0,466 (при норм./макс. взлётной массе)
- Длина разбега:  
  - на бетонной ВПП: 550 м
  - на грунтовой ВПП: 600 м
- Длина пробега: (без тормозного парашюта)
  - на бетонной ВПП: 600 м
  - на грунтовой ВПП: 700 м
- Максимальная эксплуатационная перегрузка:
  - с нормальной боевой нагрузкой: +6,5 g
  - с максимальной боевой нагрузкой: +5,2 g

Вооружение
- Стрелково-пушечное: двуствольная 30-мм пушка ГШ-30-2 с боезапасом 250 патронов
- Точки подвески: 10
- Боевая нагрузка:  
  - нормальная: 1400 кг (4×ФАБ-250+2×Р-60+боезапас пушки)
  - максимальная: 4400 кг
- Управляемые ракеты:  
  - ракеты «воздух-воздух»: 2×Р-60 (АА-8)
  - ракеты «воздух-поверхность»: 4×Х-25МЛ или Х-25МЛП или С-25Л или 2×Х-29Л
- Неуправляемые ракеты:  
  - 256 (8×32)×57 мм С-5 в блоках УБ-32 или
  - 160 (8×20)×80 мм С-8 в блоках Б-8 или
  - 40 (8×5)×122 мм С-13 в блоках Б-13 или
  - 8×240 мм С-24 или 266 мм С-25
- Бомбы: свободнопадающие и корректируемые различного назначения, бомбовые кассеты
  - 8×500 кг (ФАБ-500, РБК-500 и т. д.) или
  - 8×250 кг (ФАБ-250, РБК-250 и т. д.) или
  - 8 или 32×100 кг или
  - 8×контейнеров КМГУ-2

## Модификации

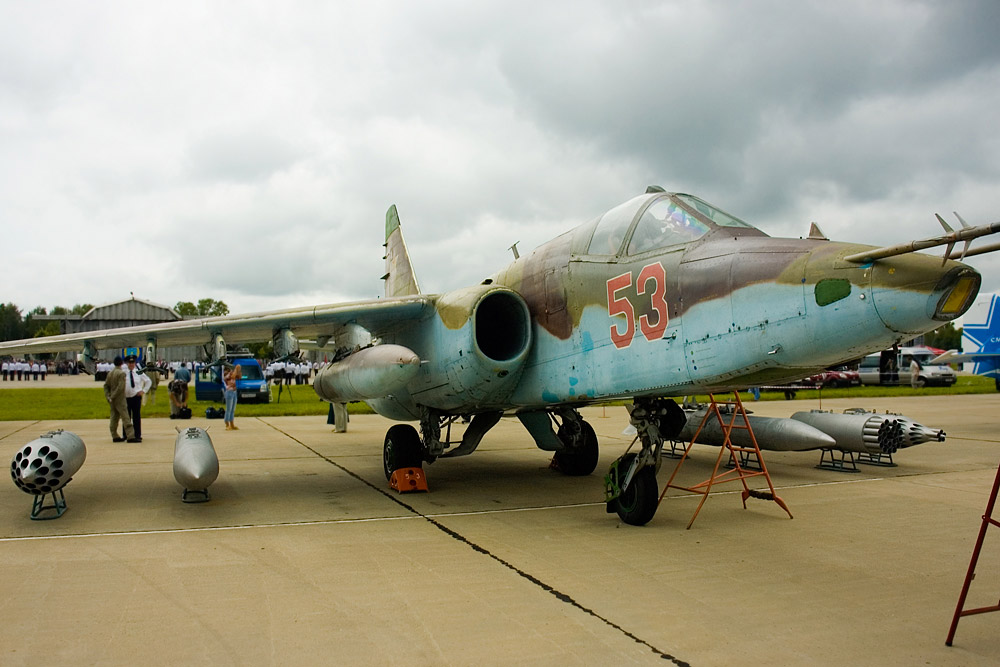
Су-25

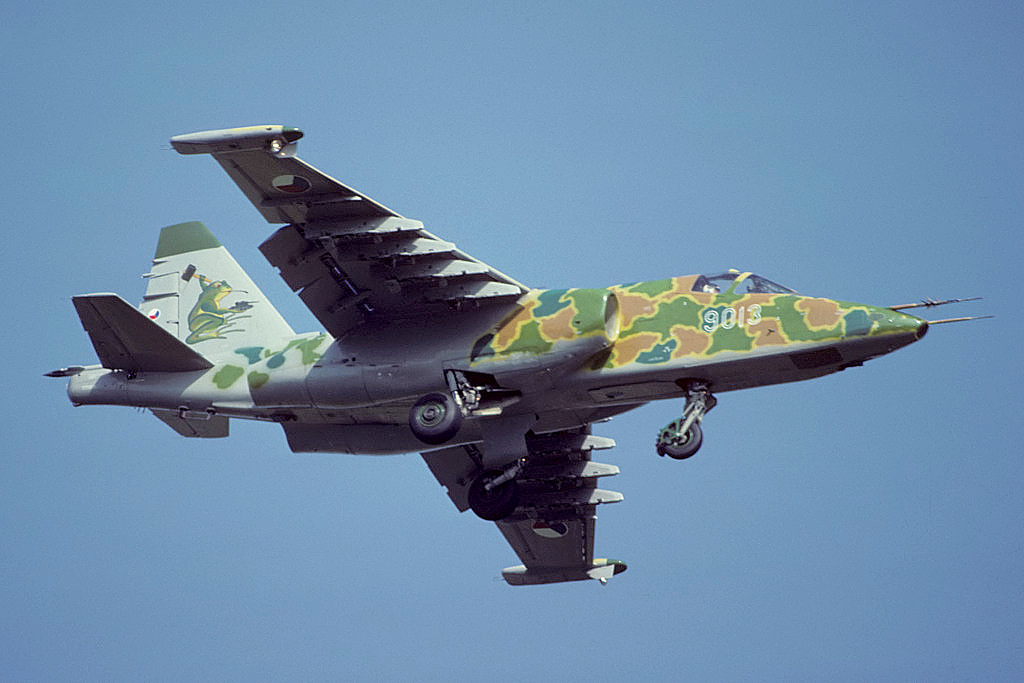
Штурмовик Су-25К ВВС Чехии на авиашоу Royal International Air Tattoo 1992

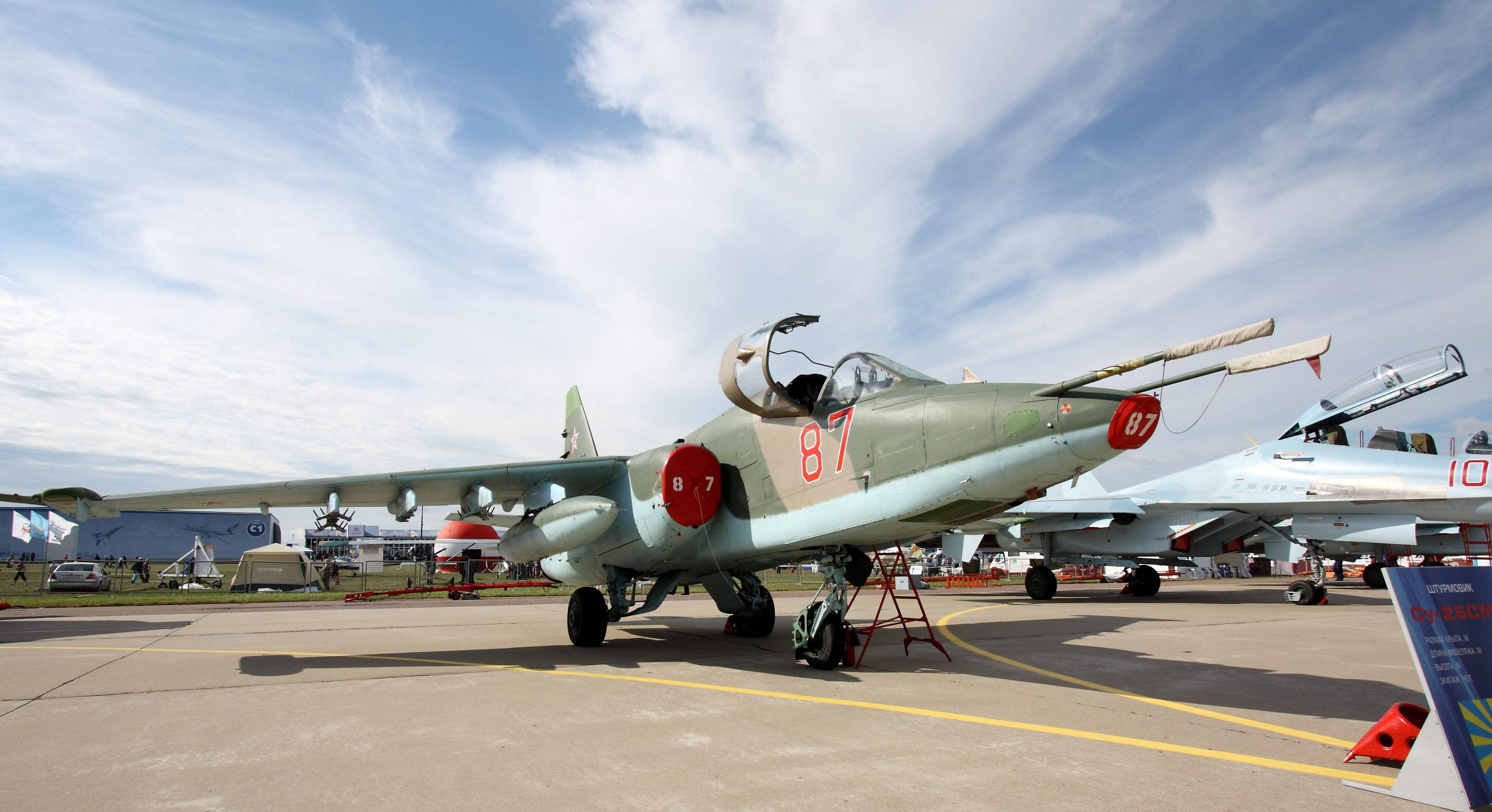
Штурмовик Су-25СМ на Международном авиакосмическом салоне МАКС-2011

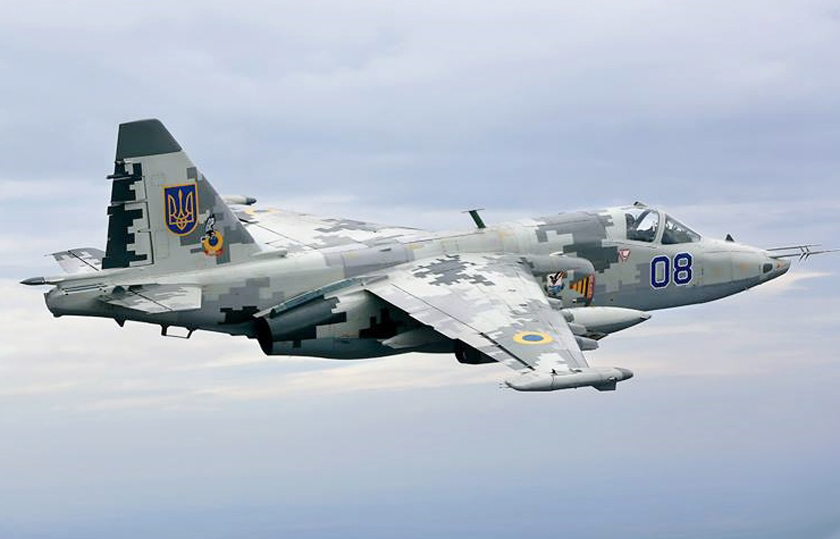
Су-25 ВВС Украины

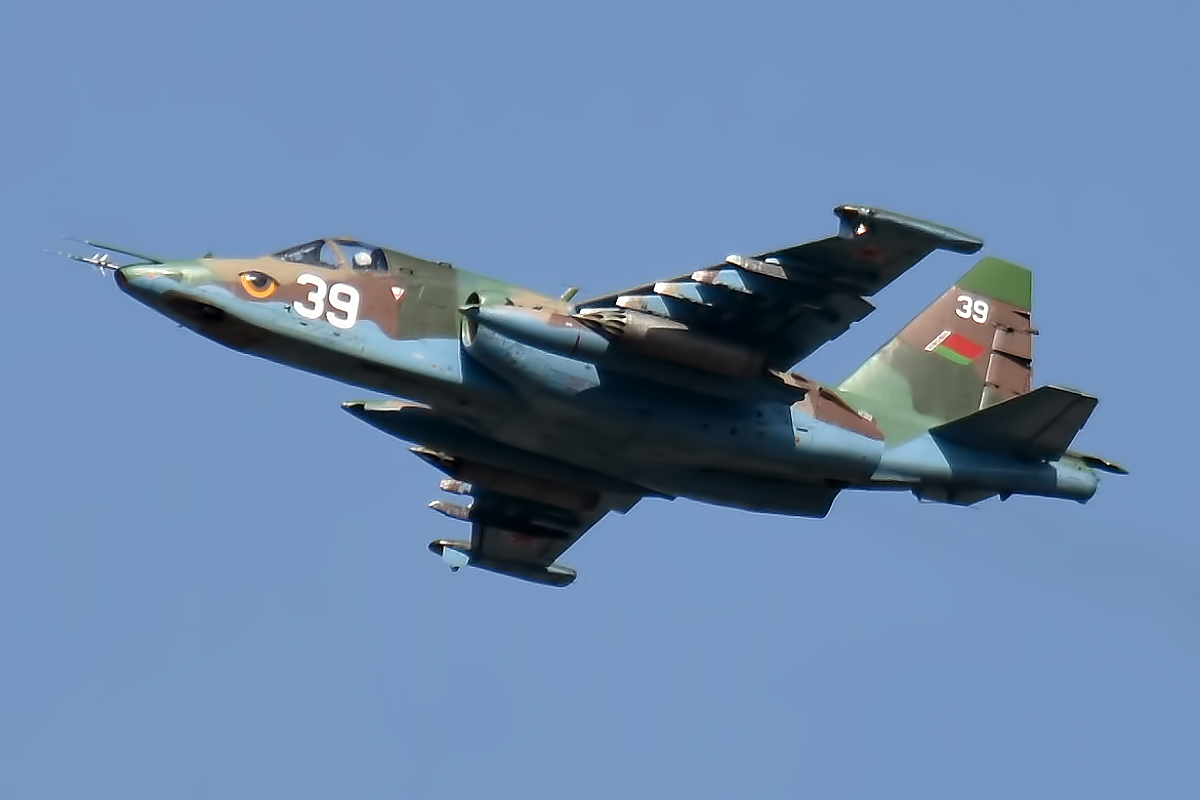
Су-25 ВВС и ВПВО Республики Беларусь

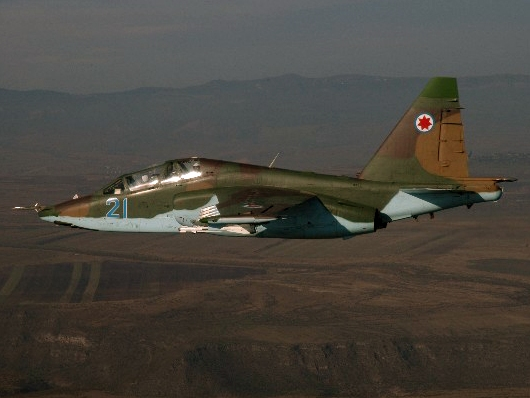
Су-25УБ ВВС Грузии

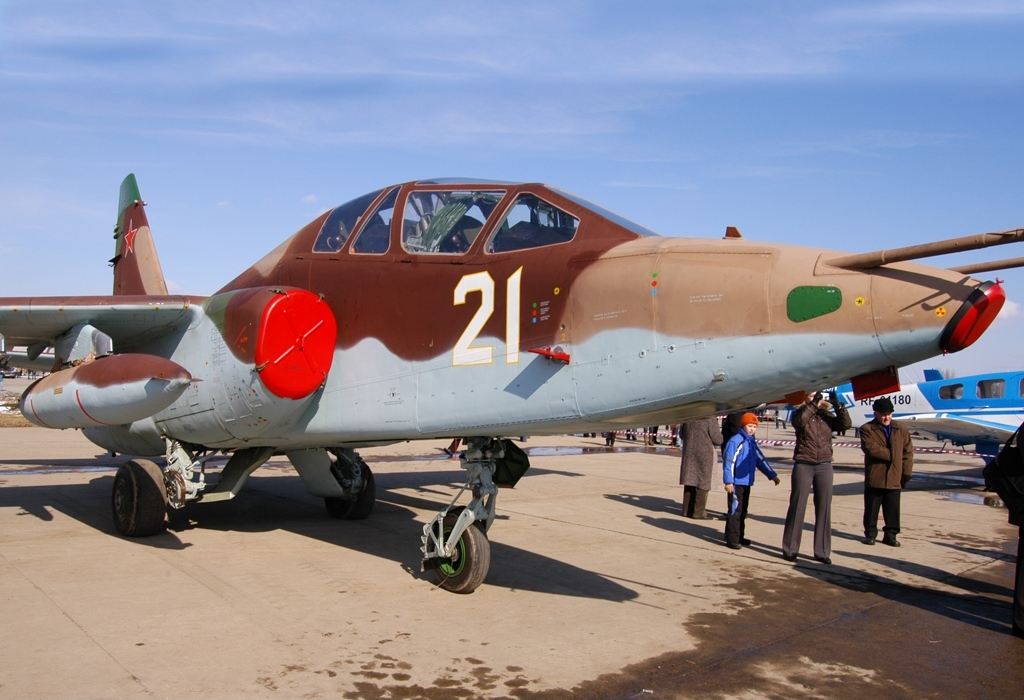
Су-25УБМ в Кубинке

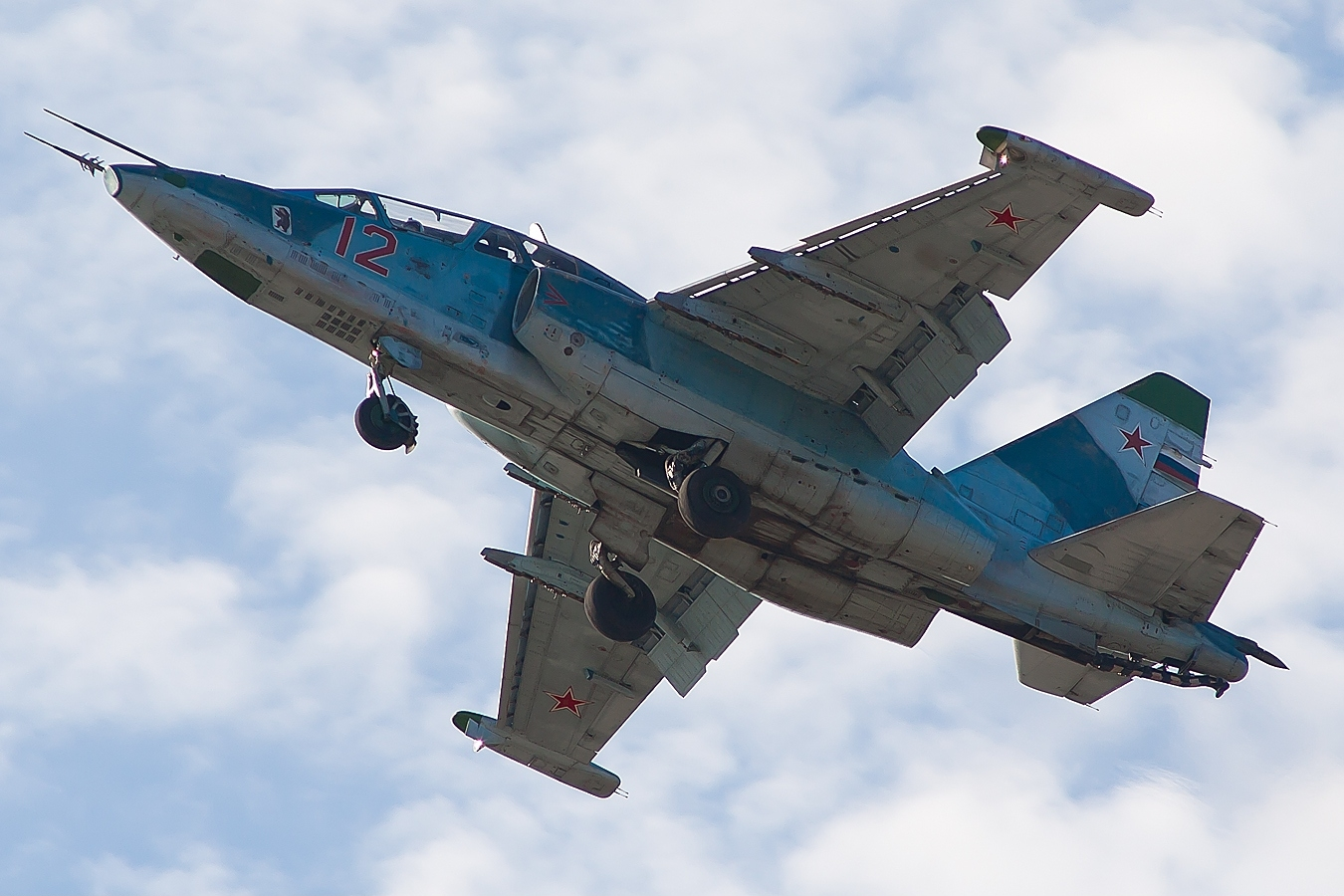
Палубный учебно-тренировочный самолёт Су-25УТГ на авиабазе Новофёдоровка (Саки), Крым

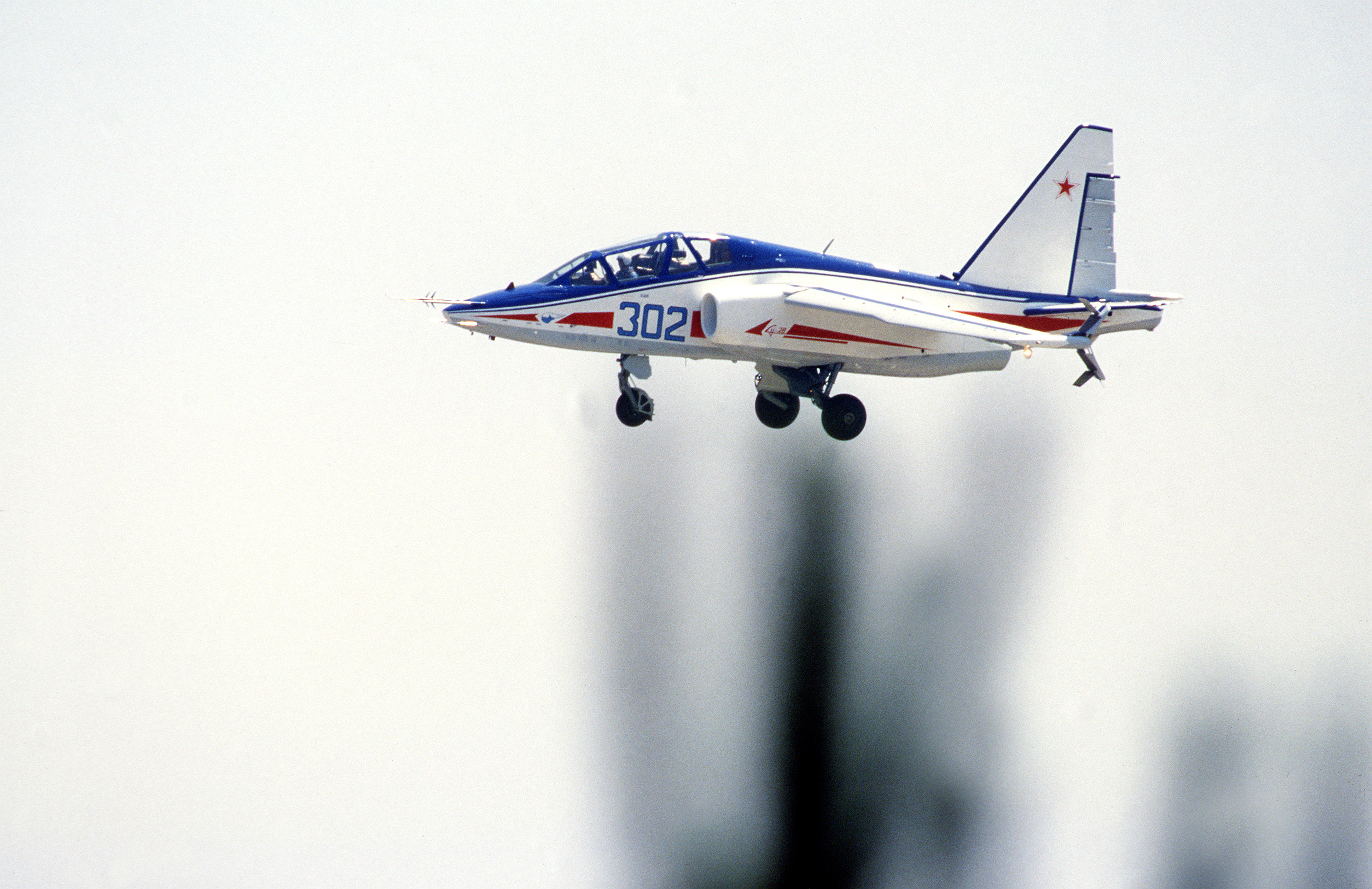
Су-28

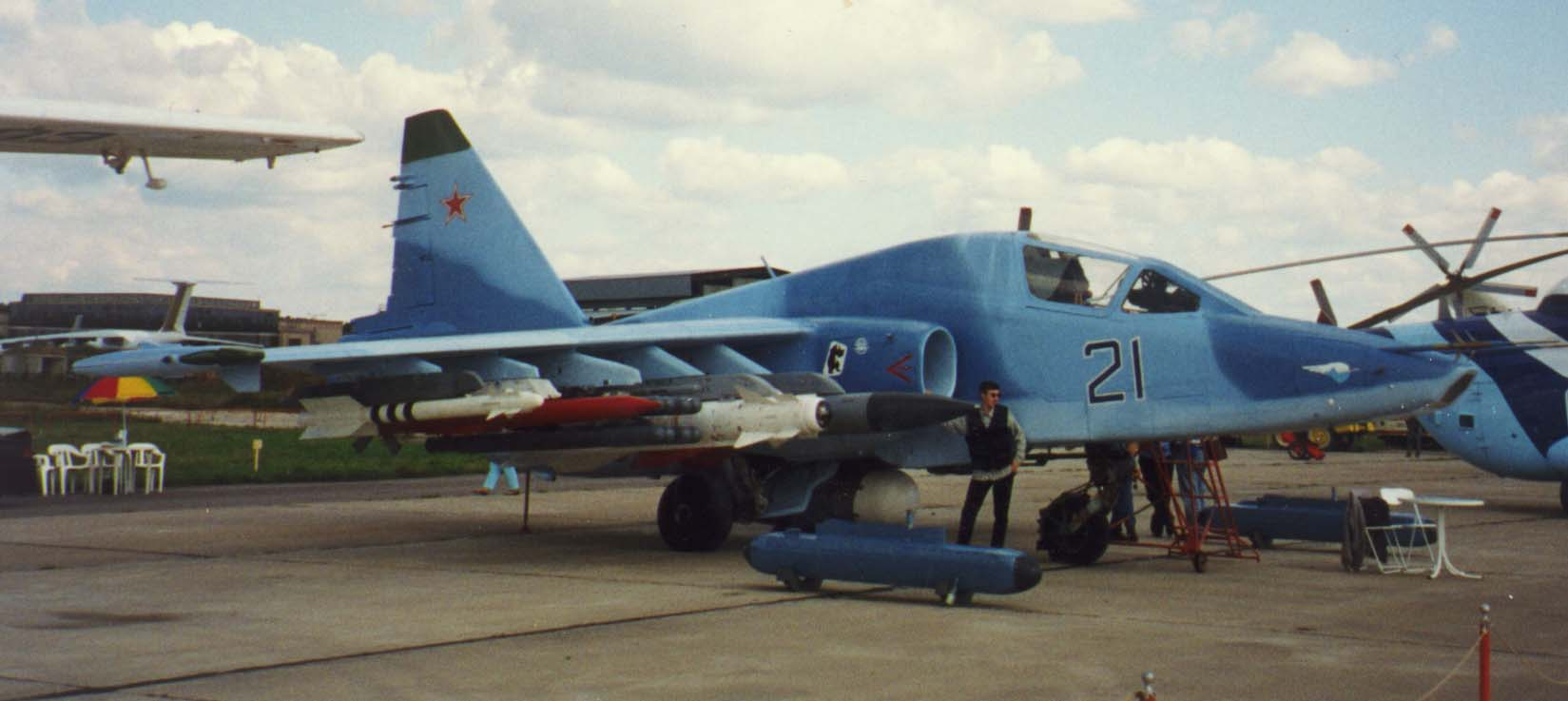
Су-39

| Название модели | Краткие характеристики, отличия |
| --------------- | --- |
| Су-25           | Боевой одноместный штурмовик. |
| Су-25УБ         | Учебно-боевой двухместный штурмовик. Первый опытный образец, получивший название «Т-8УБ-1», был выпущен в июле 1985 года, а его первый полёт состоялся на заводском аэродроме в г. Улан-Удэ 12 августа того же года. К концу 1986 года в г. Улан-Удэ было произведено 25 Су-25УБ, прежде чем двухместный истребитель прошёл государственные испытания и был официально принят на вооружение ВВС СССР. Он предназначался для обучения и оценки полётов курсантов в лётных училищах ВВС СССР. По своим эксплуатационным характеристикам он практически не отличался от одноместного штурмовика. Навигационные, ударные, прицельные устройства и системы управления вооружением двухместного самолёта позволяли использовать его как для обычных учебных, так и для учебно-боевых задач. |
| Су-25К          | Коммерческий — экспортный вариант Су-25. Самолёт отличался от версии ВВС СССР некоторыми незначительными деталями, касавшимися внутреннего оснащения. В период 1984—1989 годов построено 180 самолётов; также Су-25К назывался проект корабельного варианта. |
| Су-25УБК        | Коммерческий — экспортный вариант Су-25УБ. Самолёт отличался от версии ВВС СССР некоторыми незначительными деталями, касавшимися внутреннего оснащения. Производились на Улан-Удинском авиационном заводе с 1986 по 1989 годы. |
| Су-25БМ         | Самолёт-буксировщик мишеней. Разработка самолёта-буксировщика мишеней Су-25БМ в ОКБ началась в 1986 году. Рассматривались два альтернативных проекта самолёта-буксировщика: первый — на базе двухместного учебно-боевого самолёта Су-25УБ, и второй — на базе боевого одноместного штурмовика Су-25. Предпочтение было отдано второму проекту. В Тбилиси был специально переоборудован серийный самолёт и на нём отрабатывали буксировку воздушной мишени «Комета». На этой машине отрабатывались различные параметры буксировки мишеней, в частности, скорость и время причаливания (контакт мишени с контейнером). Так как возникли проблемы с причаливанием самой мишени, то работы затянулись до начала 1989 года, поэтому главный конструктор Бабак Владимир Петрович принял решение для отработки пикирующих мишеней использовать опытный самолёт Т8-15 (бортовой тактический номер 301). После завершения испытаний была выпущена серия из 50 самолётов Су-25БМ. |
| Су-25Т          | Су-25Т — противотанковый штурмовик, созданный в 1984 году. Су-25Т — это специализированная противотанковая модификация, которая с заметным успехом прошла боевые испытания в Чечне. Конструкция самолёта аналогична самолёту Су-25УБ. Вариант был переоборудован в одноместный с заменой заднего сиденья на дополнительное бортовое оборудование. Он имеет всепогодную и ночную атакующую способность. Помимо полного арсенала вооружения стандартного Су-25 на Су-25Т могут быть применены телевизионная бомба КАБ-500Кр и полуактивная лазерная управляемая бомба Х-25МЛ. Усилена центральная секция, в гаргроте на месте второй кабины размещено радиоэлектронное оборудование, изменена носовая часть, размещена оптическая телевизионная, добавлен прицельный комплекс И-251 «Шквал» с лазерным дальномером и целеуказателем, установлен ИЛС, возможность использовать современные высокоточные боеприпасы, кабина герметизирована. Он также может нести ракеты «Вихрь» с лазерным наведением и трубчатым пуском, что является его основным противотанковым вооружением. Три опытных образца Су-25Т были построены в 1983—1986 годах, а 8 серийных самолётов были построены в 1990 году с введением окончательной программы модернизации Су-25 ВВС России. Программа Су-25Т была официально отменена в 2000 году. |
| Су-28           | Учебно-тренировочный самолёт (также именуемый Су-25УТ) — усовершенствованный базовый реактивный тренажёр, построенный на базе Су-25УБ по частной инициативе ОКБ Сухого. Су-28 — это лёгкий самолёт, предназначавшийся для замены Чехословацкого Aero L-39 Albatros. В отличие от базового Су-25УБ отсутствуют системы управления вооружением встроенной пушки, жёстких точек оружия и двигательной брони. Серийно не производился. |
| Су-25УТГ        | Учебно-Тренировочный с Гаком — самолёт для обучения взлёту и посадке на палубу авианосцев. Вариант Су-25УБ, предназначенный для обучения пилотов взлёту и посадке на имитируемую палубу носителя наземного базирования с наклонной секцией прыжка на лыжах и разрядными проводами. Первый из них полетел в сентябре 1988 года, их было произведено около 10. Около половины из них остались на вооружении России после 1991 года; они использовались на единственном российском авианесущим крейсере «Адмирал Кузнецов». Это небольшое количество самолётов было недостаточным для удовлетворения учебных потребностей российской авианосной авиагруппы, поэтому ряд Су-25УБ был переоборудован в СУ-25УГТС. Эти самолёты отличались альтернативным обозначением Су-25УБП (учебно-боевой, палубный) — прилагательное палубный в значении «палубный», указывающее, что эти самолёты имеют военно-морскую функцию. Около 10 таких самолётов в настоящее время эксплуатируются в составе 279-го военно-морского авиационного полка ВМФ России. |
| Су-39           | Противотанковый штурмовик, дальнейшее развитие Су-25Т (второе поколение Су-25ТМ, также именуемый Су-39), был разработан с улучшенными системами навигации и нападения, а также лучшей живучестью. Сохраняя при этом встроенный шквал Су-25Т, оснащается радиолокационной станцией «Копьё-25» в подвесном контейнере под фюзеляжем, которая используется для поражения воздушных целей (с ракетами РВВ-АЕ/Р-77), а также кораблей (с противокорабельными ракетами Х-31 и Х-35). По состоянию на 2008 год ВВС России получили 8 самолётов. В состав Су-25СМ были включены некоторые усовершенствованные системы БРЭО, предназначенные для вариантов Т и ТМ, промежуточная модернизация действующего Су-25 ВВС России, направленная на повышение живучести и боеспособности. Истребитель Су-25ТМ как комплексная программа модернизации был заменён на «доступный» истребитель Су-25СМ. |
| Су-25КМ         | Су-25КМ — модернизированный штурмовик ВВС Грузии. Обновлена авионика, добавлена возможность применения боеприпасов НАТО. Прозванный «Скорпионом» является программой модернизации Су-25, объявленной в начале 2001 года оригинальным производителем, Тбилисским авиастроительным заводом в Грузии в партнёрстве с Elbit Systems Израиля. Прототип самолёта совершил свой первый полёт 18 апреля 2001 года в Тбилиси в полной комплектации ВВС Грузии. Самолёт использует стандартный планер Су-25, усиленный передовым бортовым оборудованием, включая стеклянную кабину, цифровой генератор карт, шлем-дисплей, компьютеризированную систему вооружения, полную возможность предварительного планирования миссии и полностью резервные режимы резервного копирования. Повышение производительности включает в себя высокоточную навигационную систему, точечные системы доставки оружия, всепогодные и дневные/ночные характеристики, совместимость с НАТО, современные функции безопасности и живучести, а также передовые бортовые возможности разбора полётов, соответствующие международным требованиям. Он имеет возможность использовать бомбы с лазерным наведением Mark 82 и Mark 83, а также ракеты класса «воздух-воздух» малой дальности Vympel R-73.                                                      |
| Су-25СМ         | Обновление серийных Су-25. Обновлено БРЭО, АО и системы АВ, добавлен ИЛС и МФИ. |
| Су-25УБМ        | Модернизированный двухместный штурмовик, создаваемый в качестве учебно-боевого варианта Су-25СМ и Су-39. В самолёте реализованы все наработки предыдущих модификаций. Основой для нового самолёта стал двухместный Су-25УБ. Радиоэлектронное оборудование пополнено комплексом бортового оборудования «Барс-2», а также планировалось дополнить РЛС «Копьё» (на прототипе РЛС отсутствует). Предполагается, что самолёт сможет использоваться как в качестве тренировочного для одноместных модификаций, так и в качестве самостоятельной боевой единицы, причём в последнем случае Су-25УБМ сможет проводить разведку, наведение и координацию действий своих одноместных собратьев, превращаясь в воздушный командный пункт. Первый полёт новый самолёт совершил 6 декабря 2008 года в подмосковной Кубинке. В 2011 году завершён первый этап ГСИ. Впервые самолёт будет оборудован мощной системой РТР и РЭБ, а также БКО. |
| Су-25М1         | Украинский вариант модернизации Су-25, которую выполняют на Запорожском авиаремонтном заводе «МиГремонт». Установлено модернизированное оборудование украинских производителей: спутниковая навигация, новая система СВС, модернизированная радиостанция, современный счётчик прицела. Аналоговый прицел заменён на цифровой. Это позволяет повысить точность прицеливания приблизительно на 30 %. Самолёт способен теперь использовать штатное вооружение по наземным целям днём и ночью, в условиях плохой видимости и не выходя из-за облаков. Существенно, почти в 3 раза, повышена высотность применения вооружения. Установлен модуль воздушных параметров и бортовой регистр цифровых параметров БРЦП. Модернизированные одноместные штурмовики Су-25М1 получают новый «цифровой» камуфляж. |
| Су-25УБМ1       | Украинская модернизация Су-25УБ аналогично Су-25М1. |
| Су-25СМ2        | Вариант обновления серийных штурмовиков. |
| Су-25СМ3        | Обновлённый одноместный штурмовик. Добавлена система спутниковой навигации ГЛОНАСС с возможностью программирования конечной точки с точностью до десяти метров, позволяет автономно действовать лётчику при «нулевой» видимости. Оснащается ПНК СВП-24-25 (вариант СВП-24 «Гефест» для Су-25), позволяющим повысить точность неуправляемых авиационных средств поражения до уровня управляемого оружия. |

## Эксплуатанты

Эксплуатанты Су-25:
— текущие
— бывшие

В настоящее время в 19 государствах эксплуатируется 411 штурмовиков Су-25 различных модификаций. Во всех государствах эти самолёты постепенно снимаются с вооружения из-за устаревания и уменьшения ресурса. Новые контракты на поставку самолётов не заключаются, производство не ведётся. Средний возраст самолётов превышает 30 лет, что делает затруднительной и неоправданной значительные вложения средств в устаревшую модель, поэтому модернизация, если такая в принципе проводится, ограничивается обновлением электроники и незначительными изменениями.

### Текущие

#### Азербайджан
ВВС Азербайджана — 33 Су-25, 5 Су-25УБ по состоянию на 2024 г.
1 угнан из ВС РФ в 1992, позже ещё 1 угнан из ВВС Грузии и 5 получено иными методами. 4 потеряно в Первой карабахской войне, 3 в строю в 2001 году, остальные приобретены позже.1 потерян в 2020 г.

#### Армения
ВВС Армении — до 16 Су-25, 1 Су-25УБК по состоянию на 2024 г.
6 Су-25К и 2 Су-25УБК доставлены из РФ в 1992-93 гг.. 11 Су-25 (10 и 1 УБК) куплено у Словакии в 2010 г. 1 Су-25К потерян в 2020 г.

#### Беларусь
ВВС и войска ПВО Республики Беларусь — 21 Су-25К/УБК по состоянию на 2024 г.

#### Болгария
ВВС Болгарии — 5 Су-25К, 1 Су-25УБК по состоянию на 2024 г.

#### Грузия
Командование авиации и ПВО — 3 Су-25КМ и 2 Су-25УБ (2 Су-25 на хранении) по состоянию на 2024 г.

#### ДР Конго
ВВС ДР Конго — до 4 Су-25 по состоянию на 2024 г.
В 1999—2000 гг. 4 новых Су-25 куплены у Грузии; 2 разбились, ещё 2 куплены у Украины в 2013 г.

#### Ирак
ВВС Ирака — ~19 Су-25/К/УБК по состоянию на 2024 г.
Всего получено 73 от СССР. 15 остались в строю до 2002 г. 5 куплено у Беларуси и/или России в 2014 г.

#### Казахстан
Силы воздушной обороны Республики Казахстан — 12 Су-25, 2 Су-25УБ по состоянию на 2024 г.

#### КНДР
ВВС КНДР — 34 Су-25К/УБК по состоянию на 2024 г.
Получены от СССР в 1987—1989 гг.

#### Нигер
ВВС Нигера — 2 Су-25 по состоянию на 2024 г. В нерабочем состоянии, требуется капитальный ремонт.
Поставлены Украиной в 2013 г.

#### Перу
ВВС Перу — 2 Су-25, 2 Су-25УБК (8 Су-25, 6 Су-25УБК на хранении) по состоянию на 2024 г.
В 1998 году 18 куплены у Беларуси.

#### Россия
- ВКС России
  - ВВС России — 40 Су-25, ~110 Су-25СМ/СМ3, 15 Су-25УБ по состоянию на 2024 г.[37]
    - 18-й гвардейский штурмовой авиационный полк (аэродром Черниговка, Черниговка, Россия) — Су-25СМ
    - 37-й гвардейский смешанный авиационный полк (аэродром Гвардейское, Гвардейское, Россия) — Су-25СМ/УБ
    - 120-й гвардейский смешанный авиационный полк (аэродром Домна, Домна, Россия) — Су-25СМ
    - 160-й учебный авиационный полк (аэродром Борисоглебск, Борисоглебск, Россия) — Су-25
    - 368-й штурмовой авиационный полк (аэродром Будённовск, Будённовск, Россия) — Су-25СМ
    - 797-й учебный авиационный полк (аэродром Кущёвская, Кущёвская, Россия) — Су-25
    - 929-й государственный лётно-испытательный центр
      - 267-й лётно-испытательный центр (аэродром Ахтубинск, Ахтубинск, Россия) — Су-25СМ3

    - 960-й штурмовой авиационный полк (аэродром Приморско-Ахтарск, Приморско-Ахтарск, Россия) — Су-25СМ
    - 968-й исследовательско-инструкторский авиационный полк (аэродром Липецк-2, Липецк, Россия) — Су-25/СМ/УБ
    - 999-я авиабаза (аэродром Кант, Кант, Кыргызстан) — Су-25/СМ/УБ
- ВМФ России
  - Морская авиация России — 5 Су-25УТГ.[37]
    - 279-й отдельный корабельный истребительный авиационный полк (аэродром Североморск-3, Североморск-3, Россия)
    - 859-й центр боевого применения и переучивания лётного состава морской авиации ВМФ (аэродром Ейск, Ейск, Россия)

#### Судан
ВВС Судана — ~8 Су-25К/УБ по состоянию на 2024 г.
Всего приобретено 24 Су-25 из Беларуси: 14 в 2008—2009 гг. и 10 в 2013 г.

#### Туркменистан
ВВС и войска ПВО Туркменистана — 19 Су-25 и 12 Су-25МК по состоянию на 2024 г.

#### Узбекистан
Войска ПВО и ВВС Узбекистана — 12 Су-25/БМ/СМ3 по состоянию на 2024 г.

#### Украина
Воздушные силы Вооружённых сил Украины — ~50 Су-25 по состоянию на 2024 г.

#### Чад
ВВС Чада — 6 Су-25, 1 Су-25УБ (2+ Су-25, 1+ Су-25УБ на хранении) по состоянию на 2024 г.
4 Су-25 и 2 Су-25УБ куплены у Украины в 2009 г., ещё 4 Су-25 куплено у Украины в 2013 г.

#### Экваториальная Гвинея
ВВС Экваториальной Гвинеи — 2 Су-25 и 2 Су-25УБ по состоянию на 2024 г.
Су-25УБ закуплены в 2005 г., в 2024 г. отправлены в ремонт. Су-25 закуплены в Украине в 2009 г., в нерабочем состоянии.

#### Эфиопия
ВВС Эфиопии — 1 Су-25Т и 2 Су-25УБ по состоянию на 2024 г.
2 Су-25ТК и 2 Су-25УБК доставлены из РФ в 2000 году, один списан. Поставлены на хранение в 2001 году и расконсервированы в 2010 г.

### Бывшие

#### Ангола
Национальные ВВС Анголы — 8 Су-25 и 2 Су-25УБ на хранении по состоянию на 2024 г. Куплены у СССР в 1988 г.

#### Гамбия
Вооружённые силы Гамбии — 1 Су-25, по состоянию на 2008 год, по состоянию на 2023 год на вооружении не стоит.

#### Иран
ВКС Корпуса стражей исламской революции — 7 Су-25К и 3 Су-25УБК, по состоянию на 2016 год. По состоянию на 2023 год на вооружении не стоит.

#### Кот-д’Ивуар
ВВС Кот-д’Ивуара — 2 Су-25, по состоянию на 2004 год. В 2004 г. у Беларуси было закуплено четыре самолёта, в том числе два учебно-тренировочных. В ноябре девять французских солдат были убиты и 23 ранены, когда два ивуарийских Су-25 бомбили французские позиции в Буаке. В результате французские солдаты уничтожили Су-25 на аэродроме Ямусукро.

#### Мали
ВВС Мали — 1 Су-25 поставлен Россией в августе 2022 г. Разбился 4 октября 2022 г.

#### Северная Македония
Авиационная бригада Северной Македонии — 4 Су-25К / Су-25УБК сняты с вооружения в 2004 г. Переданы Украине в 2023 г.

#### Словакия
Воздушные силы Словакии — 10 Су-25К сняты с вооружения в 2002 году и проданы Армении.

#### СССР
ВВС СССР — до разрушения Советского Союза в составе ВВС было сформировано 13 штурмовых авиаполков, вооружённые Су-25. Практически все они дислоцировались в западных округах страны, а также на территории ГДР (три полка). Только один полк находился на востоке страны — это 187-й гвардейский штурмовой авиационный полк (второго формирования) на аэродроме Черниговка. В связи со снятием с вооружения СВВП Як-38 в конце 80-х гг было начато перевооружение на Су-25 трёх полков морской авиации (на ЧФ, СФ и ТОФ). Также Су-25 имелись в отдельных эскадрильях, инструкторско-исследовательских полках и других организациях минобороны, всего Су-25 эксплуатировали 23 авиационные в/части

#### Чехия
Воздушные силы Чехии — 24 Су-25К/Су-25УБК сняты с вооружения в 2000 г. 12 продано Грузии в 2000 г.

#### Чехословакия
ВВС Чехословакии — перешли в воздушные силы Чехии и Словакии в январе 1993 г.

#### Эритрея
Военно-воздушные силы Эритреи — 2 Су-25 и 2 Су-25УБ, по состоянию на 2016 год. По состоянию на 2023 год на вооружении не стоит.

## Боевое применение

#### Афганская война (1979—1989 гг.)
Весной 1980 года два опытных Су-25 (прототипы Т8-1 и Т8-3) проходили в ДРА войсковые испытания в особых условиях — операция «Ромб» (см. отдельную статью).
4 февраля 1981 года на базе 80-го отдельного штурмового авиационного полка (аэродром Ситал-Чай Азербайджанской ССР) была сформирована 200-я отдельная штурмовая авиационная эскадрилья, которая по окончании формирования и комплектования (12 самолётов) в июне 1981 года была передислоцирована на аэродром Шинданд в ДРА. Задачами эскадрильи были определены войсковые испытания Су-25 — операция «Экзамен».
Эти испытания выявили, что по совокупности лётно-технических характеристик и номенклатуре вооружения Су-25 превосходил базирующиеся также на аэродроме Шинданд и выполняющие аналогичные задачи истребители-бомбардировщики Су-17. Только за первый год боевой работы 200-й штурмовой эскадрильи в Афганистане было выполнено более 2000 боевых вылетов, при этом не было потеряно ни одного самолёта (за исключением самолёта капитана Дьякова, потерпевшего катастрофу 14 декабря 1981).
200-я отдельная штурмовая авиационная эскадрилья проработала на войне по 1984 год включительно. За это время в 200-ю ОШАЭ последовательно были откомандированы все три эскадрильи 80-го отдельного штурмового полка, где получили реальный боевой опыт применения Су-25.
Директивой Генерального штаба ВС СССР от 9 октября 1984 года на базе управления и одной авиационной эскадрильи 80-го штурмового полка, а также личного состава 200-й штурмовой эскадрильи был сформирован новый 378-й отдельный штурмовой авиационный полк (войсковая часть/полевая почта 16411) трёхэскадрильного состава, с базированием на аэр. в Баграме (две АЭ) и Кандагаре (одна АЭ). 200-я отдельная штурмовая авиационная эскадрилья была развёрнута в полк двухэскадрильного состава (24 самолёта) — 60-й отдельный штурмовой авиационный полк, который провоевал в Афганистане до 1988 года.
В среднем на каждый сбитый Су-25 приходилось по 80-90 боевых повреждений, порой после выполнения боевого задания возвращались самолёты со 150 пробоинами (по сравнению с другими самолётами Су-25 выдерживал в 4-6 раз больше попаданий). Начиная с середины войны и всё более активного применения моджахедами ПЗРК типа «Стингер» потери стали расти. Ряд источников говорил о потере в Афганистане 23 штурмовиков Су-25 и 8 пилотов, при этом отмечалось, что не было ни одного случая потери самолёта из-за взрыва топливных баков или гибели пилота (хотя есть предположение, что самолёт старшего лейтенанта Шумихина был потерян в результате поражения пилота огнём с земли).
Исследователь Виктор Марковский посчитал эти данные неполными и, ссылаясь на документы ВВС 40-й армии и КП ВВС КТуркВО, сообщил о потере 33 штурмовиков и 12 пилотов, указав, что при этой оценке он не учитывал несколько самолётов, списанных из-за боевых и небоевых повреждений. В книгах Марковского и Ильдара Бедретдинова, а также в некоторых других источниках можно найти описание обстоятельств потери в ДРА, по крайней мере, 34 штурмовиков (в том числе 24 в воздухе и 10 на земле) и имена 12 погибших пилотов Су-25 (список приведён ниже).
1. 14 декабря 1981 – капитан М. Дьяков, столкновение с горой на выходе из атаки. Пилот погиб.[20]:172[65]
2. 14 апреля 1983 – имя неизвестно, разбился на взлёте из-за ошибки лётчика. Пилот катапультировался.[20]:173 По другим данным (предположительно речь идёт об этой же потере) авария произошла осенью, пилот – капитан А. Шатилов[65].
3. 16 января 1984 – подполковник П. Рубан, сбит ПЗРК в районе Ургун. Пилот погиб при катапультировании (или умер на борту спасательного вертолёта).[20]:175[65]
4. 20 сентября 1984 – старший лейтенант А. Коляко, разбился на посадке во время перегона в Баграм, списан. Пилот выжил[65].
5. 10 декабря 1984 – старший лейтенант (лейтенант?) В. Заздравнов, сбит в районе Панджшерского ущелья. Пилот погиб.[20]:175[65]
6. 22 июля 1985 – старший лейтенант С. Шумихин, сбит ДШК в Панджшерском ущелье. Пилот погиб.[20]:177[65]
7. 6 апреля 1986 – полковник А. Руцкой, сбит ракетой ПЗРК и зенитным огнём в районе Хоста. Пилот катапультировался.[20]:177[65]
8. 23 августа 1986 – капитан А. Смирнов, сбит ПЗРК в районе иранской границы. Пилот катапультировался.[20]:177
9. 2 ноября (октября?) 1986 – старший лейтенант А. Баранов, сбит во время ночного вылета (также возможно столкновение с горой в тёмное время суток). Пилот погиб.[20]:177
10. 18 ноября 1986 – подполковник Н. Плосконос, сбит ПЗРК. Пилот катапультировался.[20]:178
11. 20 ноября 1986 – лейтенант И. Алёшин, сбит ПЗРК в районе Саланга. Пилот погиб.[20]:178[65]
12. 3 декабря 1986 – подполковник Алексей Фабрый, сбит ПЗРК в районе Райан. Пилот катапультировался.[20]:178,180[65]
13. 3 декабря 1986 – майор Н. Шулимов, сбит ПЗРК в районе Райан. Пилот катапультировался.[20]:180[65]
14. 21 января 1987 – старший лейтенант Константин Павлюков, сбит ПЗРК на взлёте с аэродрома Баграм. Пилот погиб на земле после катапультирования.[20]:180[65]
15. 28 января 1987 – капитан (майор?) Э. Рябов, сбит ПЗРК в районе Хоста. Пилот катапультировался.[20]:180[65]
16. 5 февраля 1987 – капитан М. Бурак, сбит зенитным огнём во время ночного вылета в районе Кандагара. Пилот погиб.[20]:180[65]
17. 2 апреля 1987 – капитан А. Гарбузов, сбит ПЗРК. Пилот катапультировался.[20]:181
18. 1 июня 1987 – старший лейтенант А. Хойков (капитан Коинов?), сбит ПЗРК в районе аэродрома Кандагар. Пилот катапультировался.[20]:181[65]
19. 20 июня (августа?) 1987 – старший лейтенант В. Палтусов, сбит ДШК на взлёте; по другой версии, разбился при возвращении с задания. Пилот погиб.[20]:185[65]
20. 13 сентября 1987 – старший лейтенант В. Земляков, сбит в районе Бараки зенитным огнём или ПЗРК. Пилот погиб.[20]:185[65]
21. 26 декабря 1987 – майор (капитан?) А. Плюснин, сбит ПЗРК во время ночного разведывательного вылета. Пилот погиб.[20]:185[65]
22. 17 марта 1988 – старший лейтенант (лейтенант?) А. Кудрявцев, сбит ПЗРК во время боевого вылета[20]:187; по другим данным, потерян во время учебных стрельб при пуске неуправляемой ракеты над аэродромом Баграм[65]. Пилот катапультировался.
23. 7 июня 1988 - уничтожен при обстреле аэродрома Кандагар, погиб один часовой[66][67][68].
24. 23 июня 1988 – уничтожен при обстреле аэродрома Кабул.[65][69]
25. 23 июня 1988 – уничтожен при обстреле аэродрома Кабул.[65][69]
26. 23 июня 1988 – уничтожен при обстреле аэродрома Кабул.[65][69]
27. 23 июня 1988 – уничтожен при обстреле аэродрома Кабул.[65][69]
28. 23 июня 1988 – уничтожен при обстреле аэродрома Кабул.[65][69]
29. 23 июня 1988 – уничтожен при обстреле аэродрома Кабул.[65][69]
30. 23 июня 1988 – уничтожен при обстреле аэродрома Кабул.[65][69]
31. 23 июня 1988 – уничтожен при обстреле аэродрома Кабул.[65][69]
32. 4 августа 1988 – полковник А. Руцкой, сбит истребителем F-16 ВВС Пакистана. Пилот катапультировался.[20]:197
33. 27 октября 1988 – майор В. Тюрин, машина сильно повреждена при посадке и на следующий день уничтожена во время ракетного обстрела аэродрома[65].
34. 7 января 1989 – старший лейтенант Е. Гордиенко, сбит ПЗРК "Стингер" над ущельем Джанез. Пилот погиб[65].

Погибшие пилоты: Дьяков (14 декабря 1981), Рубан (16 января 1984), Заздравнов (10 декабря 1984), Шумихин (22 июля 1985), Баранов (осень 1986), Алёшин (20 ноября 1986), Павлюков (21 января 1987), Бурак (5 февраля 1987), Палтусов (лето 1987), Земляков (13 сентября 1987), Плюснин (26 декабря 1987), Гордиенко (7 января 1989) — итого 12 человек.
Число штурмовиков, уничтоженных при обстреле кабульского аэродрома в июне 1988 года, обычно определяется в восемь самолётов, однако Анатолий Захаров, служивший в эскадрилье аэрофотосъёмки и бывший свидетелем обстрела, утверждает, что из 10 стоявших на аэродроме Су-25 уцелел только один, то есть уничтожено девять машин. Если его данные верны, то общее число потерянных в Афганистане Су-25 составляет по крайней мере 35 самолётов.

#### Ирано-иракская война (1980—1988 гг.)
Самолёт поступил на вооружение ВВС Ирака во второй половине 1980-х годов. Данные об использовании противоречивые: по одним данным, Су-25 применялся очень интенсивно, по другим — выполнил буквально несколько боевых вылетов. Об эффективности их применения и возможных потерях ничего не известно. Первые Су-25 были введены в эксплуатацию иракскими ВВС в 1987 году и выполнили около 900 боевых вылетов ближе к концу войны, выполнив основную часть иракских воздушных атак. Во время наиболее интенсивных боевых действий войны иракские Су-25 выполняли до 15 боевых вылетов в каждый день. В одном зарегистрированном инциденте иракский Су-25 был сбит иранской ракетой «Хок» класса «земля-воздух», но пилот успел катапультироваться. Это был единственный подтверждённый сбитый иракский Су-25. После войны Саддам Хусейн наградил всех пилотов Су-25 иракских ВВС высшими военными наградами страны.

#### Гражданская война в Анголе (1975—2002 гг.)
ВВС Анголы получили небольшое количество Су-25 в конце 1980-х годов и применяли их против подразделений УНИТА на протяжении 1990-х годов.

#### Война в Персидском заливе (1991 г.)
Су-25 ВВС Ирака в боевых действиях участия не принимал, но понёс боевые потери. Воздушное превосходство коалиционных сил было настолько велико, что большинству иракских Су-25 даже не удалось подняться в воздух. 25 января 1991 года семь Су-25 иракских ВВС покинули Ирак и приземлились в Иране, где были включены в состав ВВС Ирана. Два СУ-25 были сбиты американскими истребителями F-15 во время попытки перелёта в Иран. Сбитые Су-25 упали в пустыне вблизи с государственной границы с Ираном. Это был единственный воздушный бой иракских Су-25 за всю войну. Всего иракцы потеряли 31 Су-25.

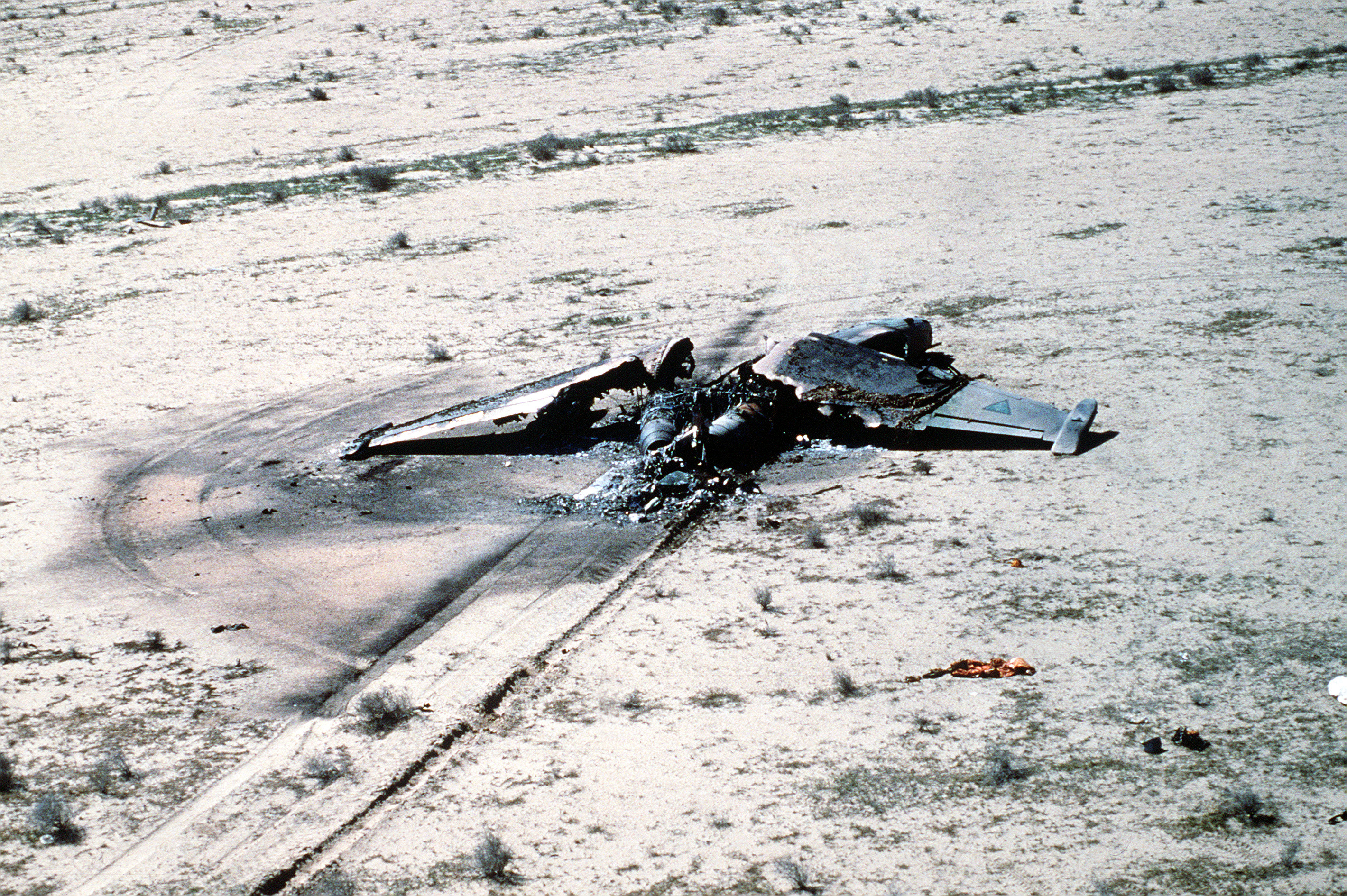
Иракский Су-25, уничтоженный авиацией антииракской коалиции

#### Гражданская война в Таджикистане (1992—1997 гг.)
В ходе конфликта принимали участие Су-25 ВВС России и ВВС Узбекистана.

#### Абхазская война (1992—1993 гг.)
Во время войны Су-25 был применён ВВС Грузии, причём несколько самолётов было сбито абхазской системой ПВО. Су-25 ВВС Грузии был сбит 4 июля 1993 года ПЗРК 9К34 «Стрела-3», другой Су-25 был сбит дружественным огнём ЗУ-23-2, а также Су-25 был сбит 13 июля 1993 года из ПЗРК 9К32 «Стрела-2».

#### Карабахская война (1991—1994 гг.)
Су-25 стал первым боевым самолётом, принявшим участие в Карабахской войне. В апреле 1992 года лётчик ВВС России азербайджанского происхождения Вагиф Курбанов угнал свой штурмовик в Азербайджан и совершал на нём боевые вылеты, пока не был сбит. Позднее Азербайджан получил ещё несколько самолётов. К концу войны своими Су-25 располагала и армянская сторона, получившая их в условиях секретности от России. В целом в ходе войны азербайджанцы потеряли 7 Су-25, армяне — 1.

#### Первая чеченская война (1994—1996 гг.)
Су-25 активно применяли в боевых действиях в Чечне. Первые удары на Су-25 лётчики нанесли по аэродрому Ханкала с авиацией, попавшей под контроль чеченских бандформирований. Было уничтожено более 200 L-29 и L-39. 17-18 января 1995 года российские лётчики на Су-25 нанесли удары по дворцу Дудаева, в результате только в подземном бункере было убито не менее 130 боевиков. Наиболее интенсивно лётчики на Су-25 действовали зимой и весной 1995 года, а в дальнейшем применяли эпизодически в силу характера войны после июньского перемирия. Боевые потери составили 5 самолётов (четыре сбиты и один списан из-за боевых повреждений). Несмотря на свою высокую боевую живучесть, один Су-25 был потерян в результате гибели пилота от огня противника из крупнокалиберного станкового пулемёта ДШК — пули пробили небронированное боковое стекло фонаря кабины.

#### Война в Конго (1997—2002 гг.)
Восемь самолётов были закуплены руководством демократической республики Конго в 1999 году. Из-за отсутствия в национальных ВВС подготовленных лётчиков все боевые вылеты совершались наёмными пилотами из России, Украины и Беларуси.

#### Эфиопо-эритрейский конфликт (1998—2000 гг.)
Обе стороны конфликта располагали штурмовиками Су-25 к началу третьего раунда боевых действий в мае-июне 2000 года. Штурмовики Су-25 использовали в ВВС Эфиопии для нанесения ударов по эритрейским целям. 15 мая 2000 года лётчик истребителя МиГ-29 ВВС Эритреи сбил эфиопский Су-25, в результате чего пилот погиб. Отмечено применение эфиопскими штурмовиками управляемых ракет Х-25 и Х-29.

#### Вторая чеченская война (1999—2000 гг.)
Су-25 активно использовали для оказания непосредственной авиационной поддержки наземным подразделениям, и лётчики совершали вылеты на «свободную охоту». Интенсивность действий резко снизилась после завершения основной фазы боевых действий весной 2000 года. К середине 2001 года было потеряно 6 штурмовиков.

#### Вооружённый конфликт в Македонии (2001 год)
Непосредственно в ходе боевых действий ВВС Македонии получили от Украины несколько Су-25. Они были использованы в македонских ВВС для ударов по позициям албанских боевиков, начиная с 24 июня 2001 года. Наиболее успешная операция была проведена 10 августа 2001 года в селе Радуша, когда лётчики на Су-25 атаковали албанских боевиков, которые в течение двух предыдущих дней устроили засаду и убили 16 македонских солдат.

#### Вторжение США и их союзников в Ирак (2003)
Несколько иракских Су-25 были захвачены американской армией.

#### Французско-Ивуарский конфликт (2004 год)
Днём 6 ноября лётчик на самолёте Су-25, принадлежавшем Ивуарским ВВС, атаковал позиции французского миротворческого контингента, в результате чего 9 миротворцев были убиты, 31 ранен. Также погиб 1 американский гражданин. Через несколько часов лётчики французской авиации совершили ответный налёт на аэропорт Ямусукро и уничтожили на земле оба имевшихся у Кот-д’Ивуара Су-25.

#### Война в Грузии (2008 год)
В ходе конфликта Су-25 активно применяли в ВВС России и ВВС Грузии. В войне были применены Су-25СМ, но так как на этих самолётах отсутствовала система РЭБ, они часто попадали под огонь противника. Устаревший прицельный комплекс не позволял самолёту работать в плохих метеоусловиях, а также применять ракеты Х-25/29 ночью, в основном на штурмовике использовали НАР и авиабомбы. ВВС России потеряли в ходе пятидневной войны 6 штурмовиков (два Су-25БМ, три Су-25СМ, один Су-25К), в том числе 3 были сбиты в боевых вылетах и ещё 3 вернулись на аэродромы с боевыми повреждениями и были позднее списаны. Южно-осетинской и российской сторонами в разное время было заявлено об уничтожении ряда грузинских самолётов (см. подробнее).

#### Дарфурский конфликт (с 2003 года)
По данным международной организации Amnesty International в ВВС Судана неоднократно применяли Су-25 для атак на военные и гражданские объекты в Дарфуре. Самолёты были поставлены из Беларуси в 2008—2010 годах; согласно условиям эмбарго, наложенного на Судан Организацией Объединённых Наций, поставляемое в страну оружие не должно использоваться в боевых действиях в Дарфуре.

#### Российско-украинская война (с 2014 года)
В 2014 году штурмовики Су-25 ограниченно применяли в составе ВВС Украины в ходе войны на востоке Украины. По состоянию на 1 января 2017 года подтверждённые украинской стороной потери самолётов этого типа составили: уничтоженными в результате боевых действий — 7 единиц (2 — Су-25 и 5 — Су-25М1), повреждёнными — 3 единицы., 1 разбился во время учебного полёта над Запорожской областью.
Следственный комитет РФ рассматривал версию о сбивании украинским Су-25 пассажирского самолёта Боинг 777 в июле 2014 года. Эту версию высказало руководство самопровозглашённой ЛНР. Генеральный конструктор самолёта Су-25 В. П. Бабак заявил, что штурмовик не способен сбить самолёт, летящий на высоте 10500 метров. Версия о причастности Су-25 к катастрофе была окончательно отвергнута в 2016 году на брифинге Министерства обороны России, на котором было заявлено, что по данным радара в момент гибели Боинга рядом с ним не было никаких сторонних объектов.
Су-25 используются обеими сторонами в ходе вторжения России в Украину (с 2022 года). Согласно различным данным, на начало 2022 года ВВС Украины имели от 17 до 34 боеспособных Су-25, а ВКС России — от 179 до 192.
Начиная с 24 февраля 2022 года ВКС России потеряли как минимум 23 штурмовика Су-25, что составляет 30 % потерь ВВС на август 2022 года. Украинские источники утверждают, что, по меньшей мере ещё 15 Су-25 были сбиты в сентябре и октябре. Кроме ВКС России, Су-25 применялись частной военной компанией "Вагнер, за год потерявшей не менее 5 самолётов этого типа сбитыми. Одним из них был Су-25, сбитый в Луганской области из ПЗРК «Игла» и пилотировавшийся летчиком с высшим званием — генерал-майором в отставке 63-летним Канаматом Боташевым.
Министерство обороны России к осени 2023 года заявляло об уничтожении 70 украинских Су-25, что в несколько раз больше, чем ВВС Украины имели к началу войны, и больше, чем могло бы быть даже с учётом поставок из стран НАТО.

#### Вооружённый конфликт на севере Ирака (2014 год)
На закупленных руководством Ирака в России и доставленных в конце июня 2014 года Су-25 лётчики совершили первые боевые вылеты 25 декабря в небе над окрестностями иракского города Тикрит в провинции Салах-эд-Дин, против боевиков террористической организации «Исламское государство».
1 июля 2014 года ВВС Корпуса стражей исламской революции доставили семь Су-25, большинство из которых были бывшими иракскими самолётами времён войны в Персидском заливе. Они были быстро втянуты в боевые действия, выполняя воздушные налёты уже в начале августа 2014 года и позднее расширяя зону своей деятельности.
Иракские Су-25 выполняли основную часть боевых вылетов против «Исламского государства», совершив 3 562 боевых вылета в период с июня 2014 года по декабрь 2017 года, к этому времени ИГ потеряло контроль над всей территорией, которую они ранее контролировали в Ираке.

#### Военная операция России в Сирии (с 2015 года)

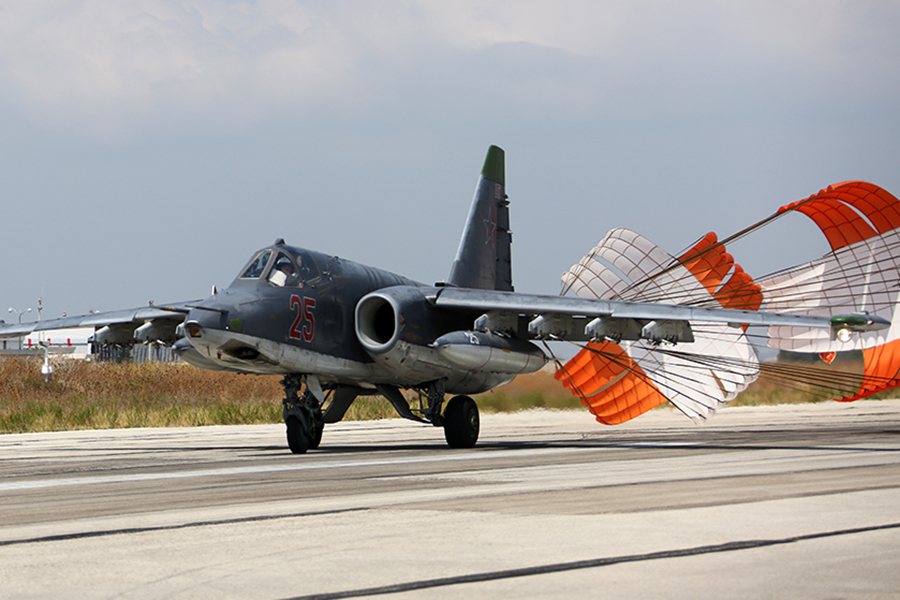
Су-25СМ в Латакии. Авиабаза Хмеймим, Сирия. Октябрь 2015 г.

С 30 сентября 2015 года 12 Су-25СМ / УБМ использовали в составе смешанной авиагруппы ВКС России в Сирии в рамках оказания помощи в операциях против террористической организации ИГ.
1 машина потеряна 3 февраля 2018 года. Су-25 сбит из ПЗРК под Идлибом. Лётчик Роман Николаевич Филипов катапультировался, после чего был окружён боевиками «Джабхат Фатх аш-Шам и подорвал себя гранатой».

#### Вторая карабахская война
Су-25 состояли на вооружении обеих сторон конфликта. По заявлению азербайджанской стороны, Армения за всё время конфликта потеряла 5 самолётов Су-25. По заявлению армянской стороны, ВВС Азербайджана потеряли четыре Су-25 за один день. Однако, данные, представленные армянской стороной, были подвергнуты сомнению рядом военных экспертов Азербайджана.

#### Борьба с наркотрафиком
В ВВС Перу Су-25 использовались в эскадрилье EA.112 для борьбы с самолётами перевозящими кокаин и достигли в этом очень значительных успехов.
Первую воздушную победу перуанский Су-25 одержал в 1998 году.
18 июля 2000 года перуанский лётчик на Су-25 сбил самолёт, на котором перевозили наркотики.
Всего за период с 1998 по 2001 год перуанские Су-25 одержали 25 воздушных побед над самолётами наркоторговцев, для уничтожения использовалась преимущественно пушка ГШ-30-2 и по крайней мере в одном случае применялась ракета Р-60.

## Аварии и катастрофы
Вся информация о перечисленных ниже лётных происшествиях собрана в интернет-источниках. Список не является полным (хотя достаточно полно отражает картину потерь самолётов в составе ВВС России в конце 1990-х и 2000-х годах), в частности, нет данных об аварийности Су-25 в СССР.
| Дата                                    | Место                                                                    | Жертвы | Краткое описание |
| --------------------------------------- | ------------------------------------------------------------------------ | ------ | --- |
| 14.12.1981                              | ДРА                                                                      | 1/1    | Столкновение самолёта с горой на выходе из атаки, лётчик — капитан М. Дьяков погиб. |
| 14.04.1983                              | ДРА                                                                      | 0/1    | Су-25 разбился на взлёте, лётчик катапультировался. |
| 20.09.1984                              | ДРА                                                                      | 0/1    | Су-25 разбился на посадке во время перегона в Баграм. |
| 17.04.1989                              | Болгария                                                                 |        | Су-25 разбился в Болгарии. |
| 27.11.1992                              | Россия, · Мурманская область                                             | 2/2    | Су-25УТГ МА ВМФ России. |
| 15 сентября (возможно, 16-го) 1993 года | Республика Абхазия                                                       | 1/1    | Су-25 ВВС России упал в море у побережья Абхазии. |
| 21 декабря (возможно, 20-го) 1993 года  | Россия, · Краснодарский край                                             | 0/2    | Разбился Су-25УБ ВВС России. Оба члена экипажа успешно катапультировались. |
| 24.08.1995                              | Россия                                                                   | 0/1    | Су-25 ВВС России сгорел после аварийной посадки. |
| 09.01.1996                              | Россия                                                                   | 0/1    | Су-25 ВВС России разбился при выполнении посадки. |
| 11.04.1998                              | Таджикистан                                                              | 2/2    | Разбился Су-25УБ ВВС России. |
| 09.09.1999                              | Россия, · Дагестан, Буйнакский район, близ села Карамахи                 | 0/1    | Разбился Су-25 960-го штурмового авиационного полка ВВС России. Официальной причиной падения стала разгерметизация топливных систем. Лётчик был вынужден катапультировался, через 12 минут принят на борт вертолёта службы спасения. Среди версий разгерметизации были как технические неполадки, так и попадание из ПЗРК чеченских сепаратистов. |
| 03.10.1999                              | Россия, · Чеченская Республика, Грозненский район, близ села Толстой-Юрт | 1/1    | Разбился Су-25 899-го гвардейского штурмового авиационного полка ВВС России. Он пропал утром в окрестностях села Толстой-Юрт, сигналов бедствия не подавал. Позже выяснилось, что при полёте на малой высоте самолёт врезался в гору (ходила версия, что самолёт был сбит из ПЗРК). Пилот штурмовика подполковник Андрей Хмелевский погиб.        |
| 13.12.1999                              | Россия, · Чеченская Республика, Грозненский район, близ села Чишки       | 0/1    | Загорелся в воздухе и упал Су-25 368-го штурмового авиационного полка ВВС России. Пилот штурмовика полковник Сергей Борисюк катапультировался и был спасён спецназом ГРУ. Среди версий крушения — обстрел из ПЗРК или возгорание неуправляемого реактивного снаряда на подкрыльевом пилоне.                                                       |
| 09.06.2000                              | Россия, · Ставропольский край                                            | 1/1    | Разбился Су-25 ВВС России. |
| 03.04.2002                              | Украина, · Запорожье                                                     | 1/1    | Су-25 ВВС Украины разбился во время испытательного полёта после ремонта. |
| 29.04.2002                              | Россия, · Чеченская Республика                                           |        | Разбился Су-25. |
| 21.05.2005                              | Таджикистан                                                              | 0/1    | Разбился Су-25 ВВС России. Лётчик успешно катапультировался. |
| 28.06.2006                              | Россия, · Брянская область                                               | 1/1    | Разбился Су-25 ВВС России. |
| 30.06.2007                              | ДРК, · Кисангани                                                         | 1/1    | Су-25 ВВС Демократической Республики Конго, пилотируемый российским лётчиком, разбился во время военного парада. |
| 20.03.2008                              | Россия, · Приморский край                                                | 1/1    | Су-25 ВВС России случайно сбит своим ведомым. |
| 04.03.2010                              | Азербайджан                                                              | 1/1    | Во время запланированного учебного полёта потерпел крушение самолёт Су-25 ВВС Азербайджана. |
| 06.08.2010                              | Россия, · неподалёку от села Ага-Хангил                                  | 0/1    | Разбился Су-25 ВВС России. Экипаж катапультировался. |
| 03.02.2011                              | Азербайджан                                                              | 0/2    | Во время учебного полёта разбился военный самолёт Су-25 ВВС Азербайджана. Лётчики катапультировались. |
| 12.06.2012                              | Беларусь, · Новогрудский район, · неподалёку от деревни Новины           | 1/1    | Су-25 ВВС Беларуси разбился на военном полигоне «Неман». |
| 23.09.2013                              | Россия, · в 49 километрах от Приморско-Ахтарска                          | 1/1    | Лётчик увёл самолёт от ближайшего населённого пункта и пытался посадить машину на грунт. После соприкосновения самолёта с землёй Су-25 взорвался. |
| 02.07.2014                              | Украина                                                                  | 0/1    | Су-25 разбился в аэропорту Днепропетровска, из-за технической неисправности, при заходе на посадку. Лётчик катапультировался. |
| 30.09.2014                              | Беларусь                                                                 | 0/1    | При проведении плановых полётов Су-25 116-й штурмовой авиационной базы ВВС и войск ПВО Беларуси разбился в Лидском районе. Лётчик катапультировался. Причина — пожар, вызванный коротким замыканием из-за нарушения целостности изоляции от трения жгута и трубопровода.                                                                          |
| 11.11.2015                              | Украина                                                                  | 1/1    | Во время учебного полёта Су-25 Воздушных сил Украины разбился в 40 километрах севернее Запорожья. Лётчик 1992 года рождения погиб, местное население не пострадало. По предварительной версии следствия, причиной крушения самолёта стало столкновение с высоковольтной линией электропередачи.                                                   |
| 29.02.2016                              | Россия, · в районе Будённовска                                           | 1/1    | Штурмовик Су-25 ВВС России при выполнении планового учебно-тренировочного полёта упал в безлюдном месте, разрушений на земле нет. Полёт выполнялся без боекомплекта. Причины крушения министерство обороны не назвало. |
| 30.03.2016                              | Россия, · в районе Черниговки                                            | 0/1    | Потерпел крушение штурмовик Су-25 ВВС России. Лётчик катапультировался, на земле также обошлось без жертв. |
| 14.07.2016                              | Украина, · Староконстантинов                                             | 0/1    | Су-25М1 ВВС Украины загорелся на взлётной полосе. Лётчик катапультировался. |
| 03.02.2018                              | Сирия, · в районе села Маасран                                           | 1/1    | Су-25СМ ВВС России (бортовой номер 06, серийный номер RF-95486) был сбит ракетой ПЗРК боевиками террористической группировки «Джайш ан-наср» организации «Сирийская свободная армия». Лётчик гв. майор Филипов Р. Н. катапультировался, принял бой на земле, при попытке захвата, подорвал себя гранатой.                                         |
| 03.12.2018                              | Армения, · в горах возле Маралика                                        | 2/2    | Су-25УБК ВВС Армении, разбился через 14 минут после старта, оба пилота погибли. |
| 03.09.2019                              | Россия, · Ставропольский край                                            | 2/2    | Потерпел крушение штурмовик Су-25УБ ВКС России, оба пилота погибли. Самолёт упал в 38 км от аэродрома Буденовск, жертв и разрушений на земле нет. Полёт выполнялся без боекомплекта. |
| 17.06.2022                              | Россия, Белгородская область                                             | 0/1    | 17 июня в Белгородской области во время выполнения планового учебно-тренировочного полета потерпел аварию самолёт Су-25. Летчик катапультировался, силами поисково-спасательной службы эвакуирован на аэродром базирования. Вероятной причиной крушения стала техническая неисправность.                                                          |
| 21.06.2022                              | Россия, Ростовская область                                               | 1/1    | Штурмовик Су-25СМ ВКС России потерпел крушение в Ростовской области, пилот погиб. Полет выполнялся без боекомплекта, самолёт упал в безлюдном месте, разрушений на земле нет. Предварительные причина инцидента — техническая неисправность. Обстоятельства крушения названы не были.                                                             |
| 23.02.2023                              | Россия, Белгородская область                                             | 1/1    | Штурмовик Су-25 потерпел катастрофу при возвращении на аэродром базирования. По предварительным данным, причиной катастрофы стала техническая неисправность. Пилот успел катапультироваться, но погиб. |

## Самолёты-памятники и музейные экспонаты
| Тип     | Бортовой номер | Место нахождения                                                                                     | Изображение |
| Су-25   | 01             | Аэродром ДОСААФ «Лесной» в г. Барнауле                                                               |             |
| ------- | -------------- | --- | ----------- |
| Су-25   |                | Установлен на территории ОКБ Сухого                                                                  |             |
| Су-25   | 85             | Бутурлиновка Воронежской области                                                                     | фото        |
| Су-25   | 41             | Государственный музей авиации Украины                                                                |             |
| Су-25   | 105            | Государственный музей авиации Украины                                                                |             |
| Су-25   |                | Детский парк города Остров Псковской области                                                         |             |
| Су-25   | 26             | «Линия Сталина» (Беларусь)                                                                           |             |
| Су-25   |                | Аэроклуб ДОСААФ в Боровой (Беларусь)                                                                 |             |
| Су-25   | 08             | Музей авиации (филиал краеведческого музея г. Кургана), Россия                                       |             |
| Су-25   |                | Саратовский государственный музей боевой славы Парк Победы                                           |             |
| Су-25   | 01             | Луганский авиационно-технический музей. Предположительно мог был восстановлен силами сторонников ЛНР |             |
| Су-25   | 20             | Луганский авиационно-технический музей                                                               |             |
| Су-25БМ | 322            | 322 авиационный ремонтный завод в с. Воздвиженке                                                     |             |

## Изображения

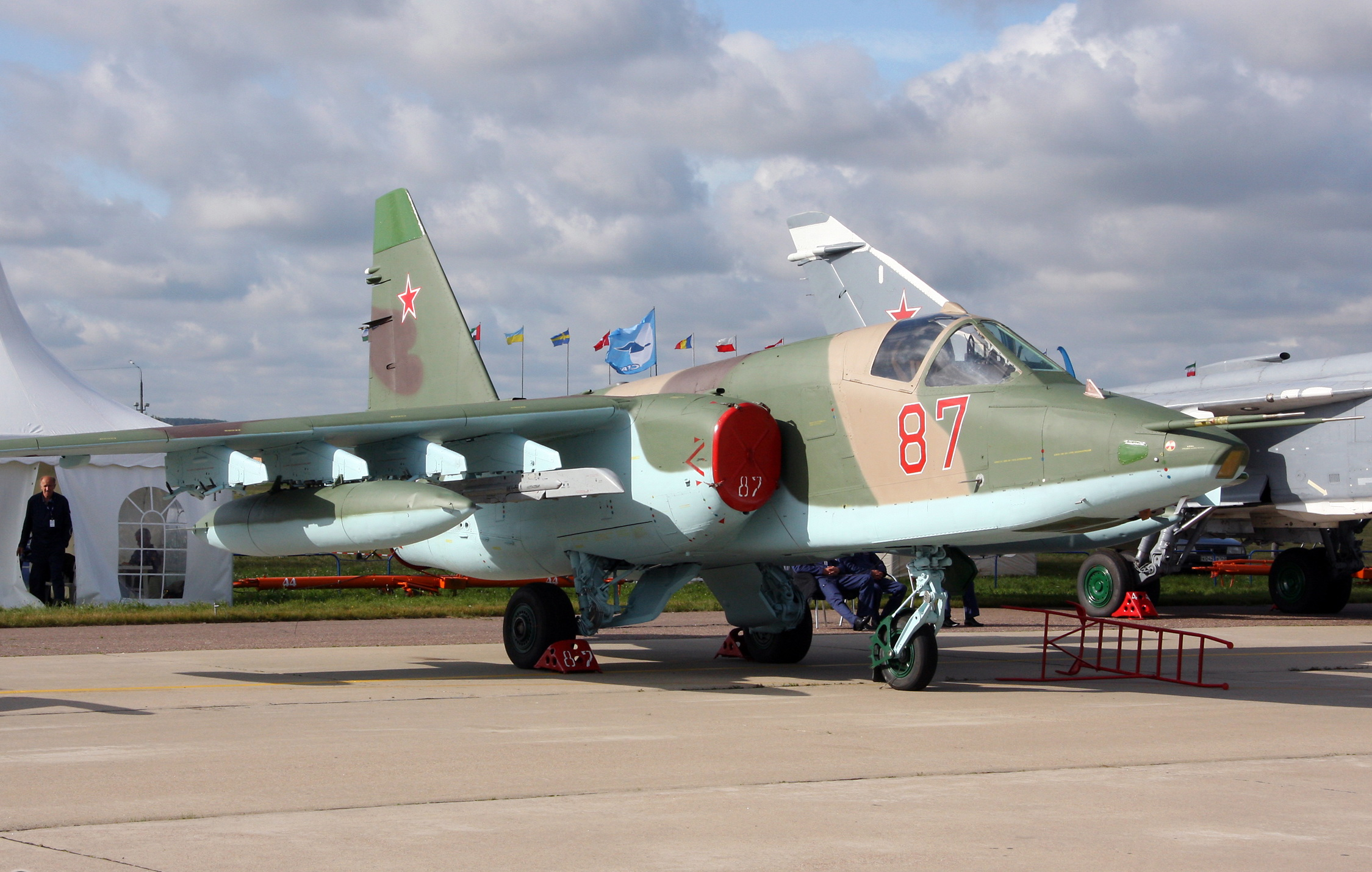
Су-25СМ на МАКС-2009
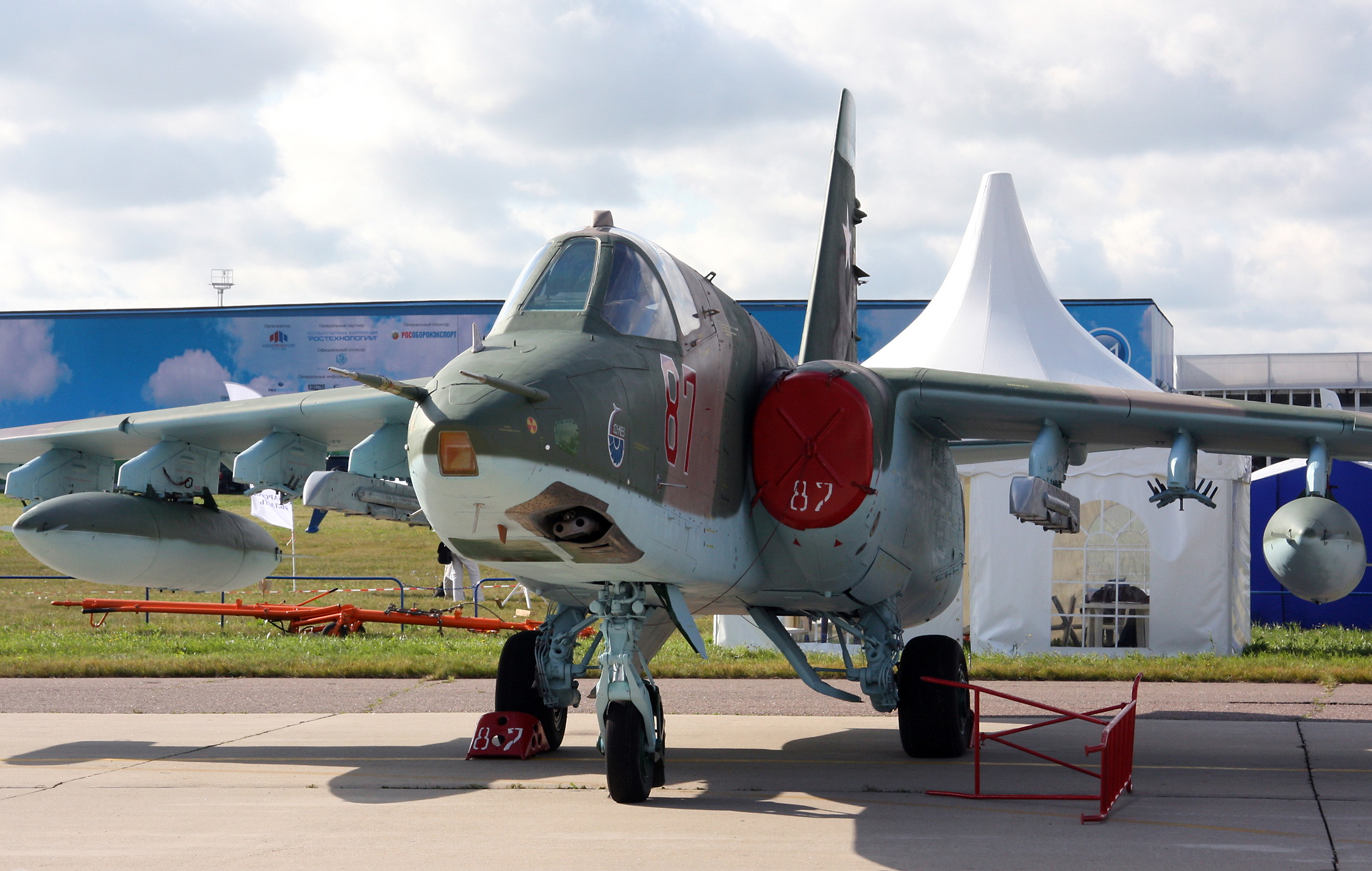
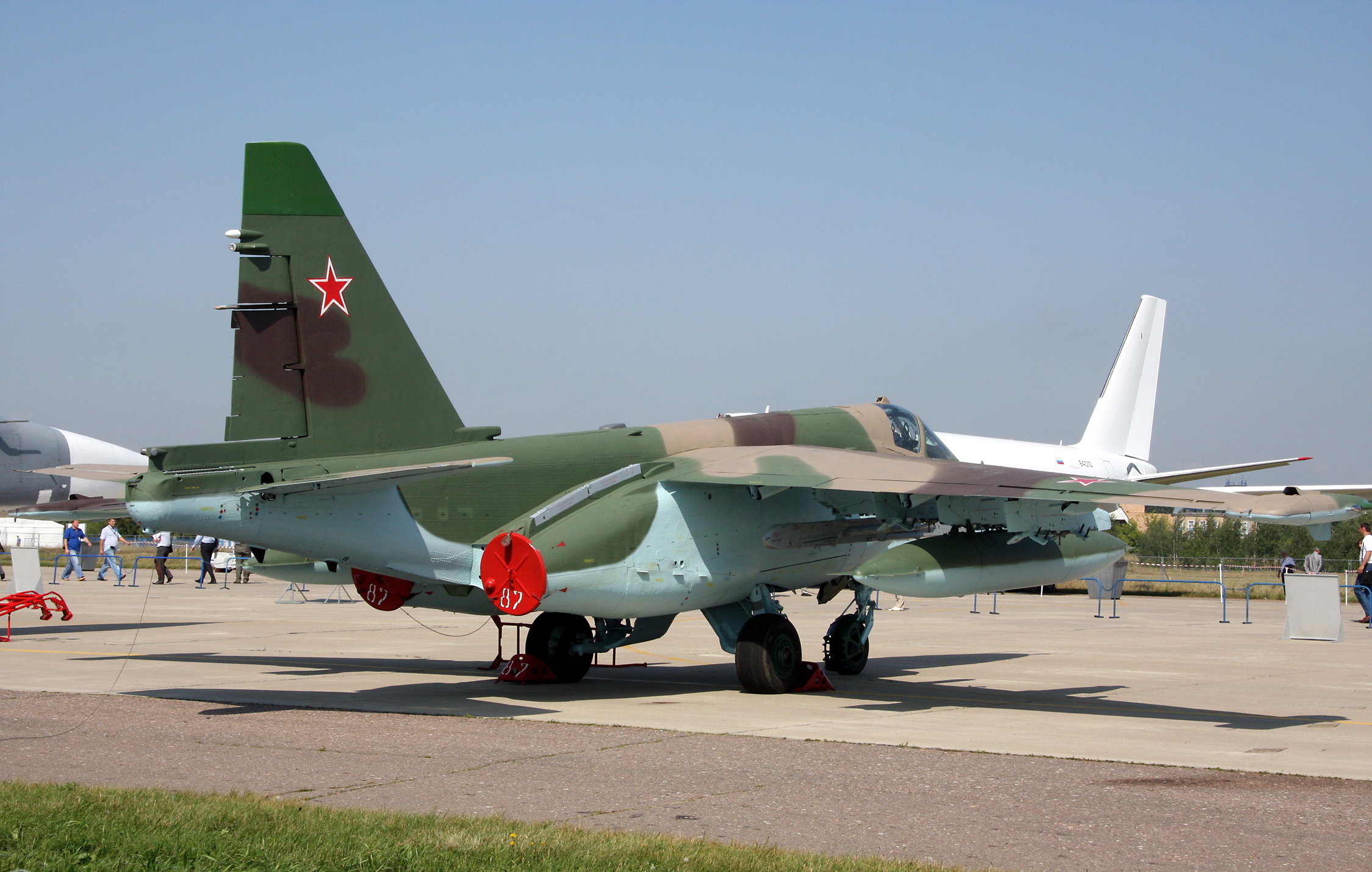
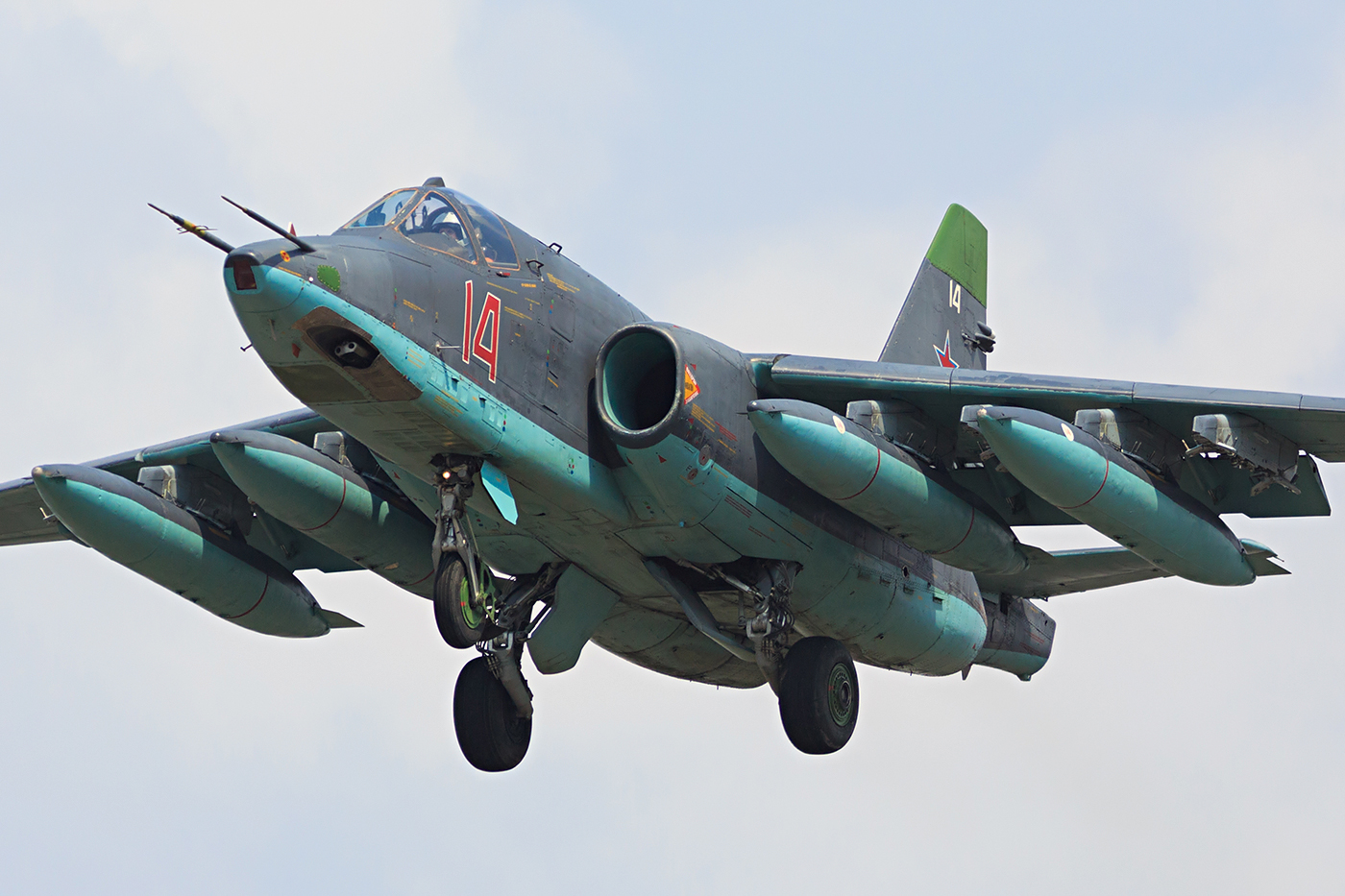
На подвесках установлены четыре ПТБ
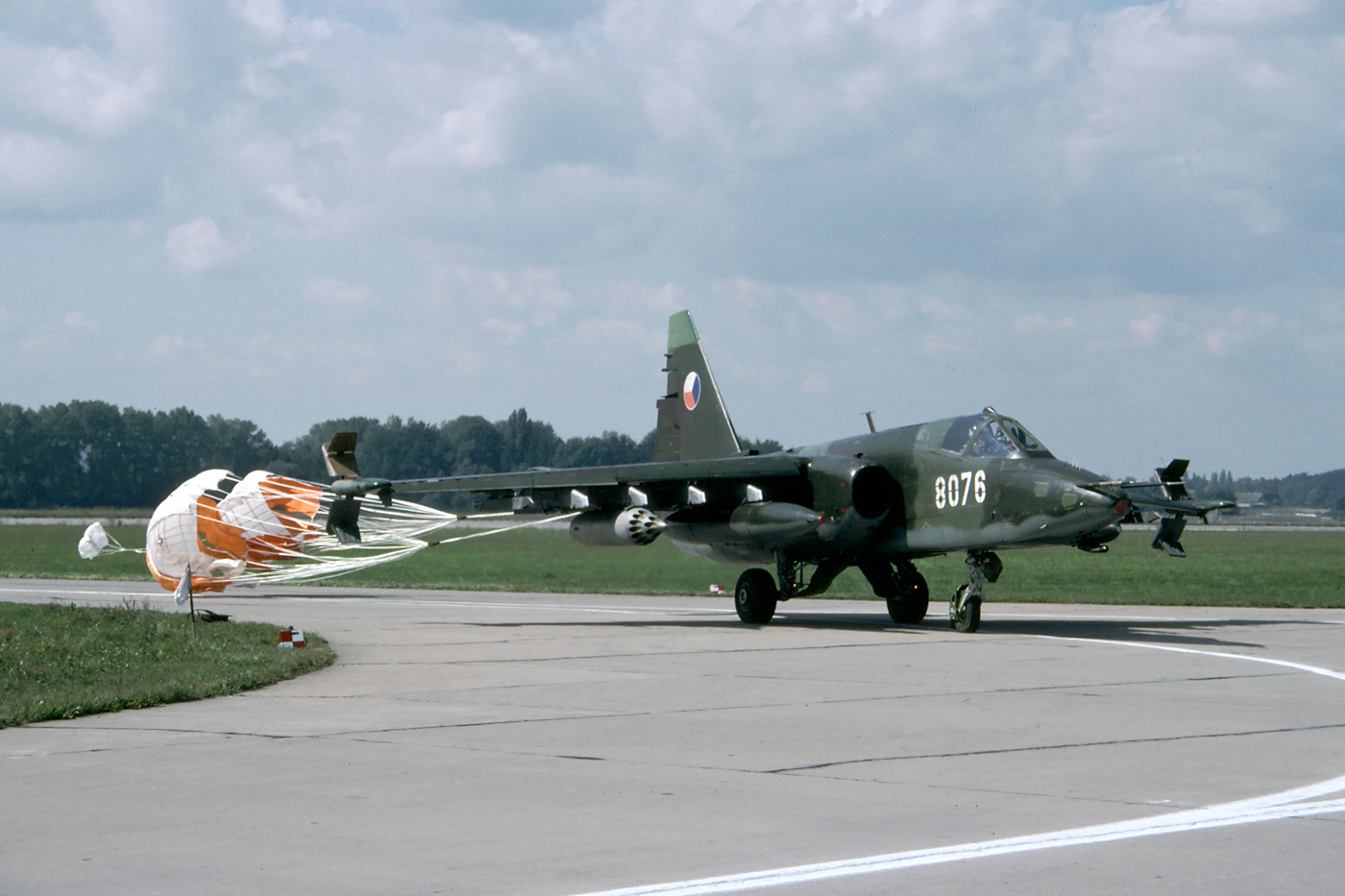
Задействованы аэродинамические тормоза (щитки) на концах крыльев и парашютно-тормозная установка
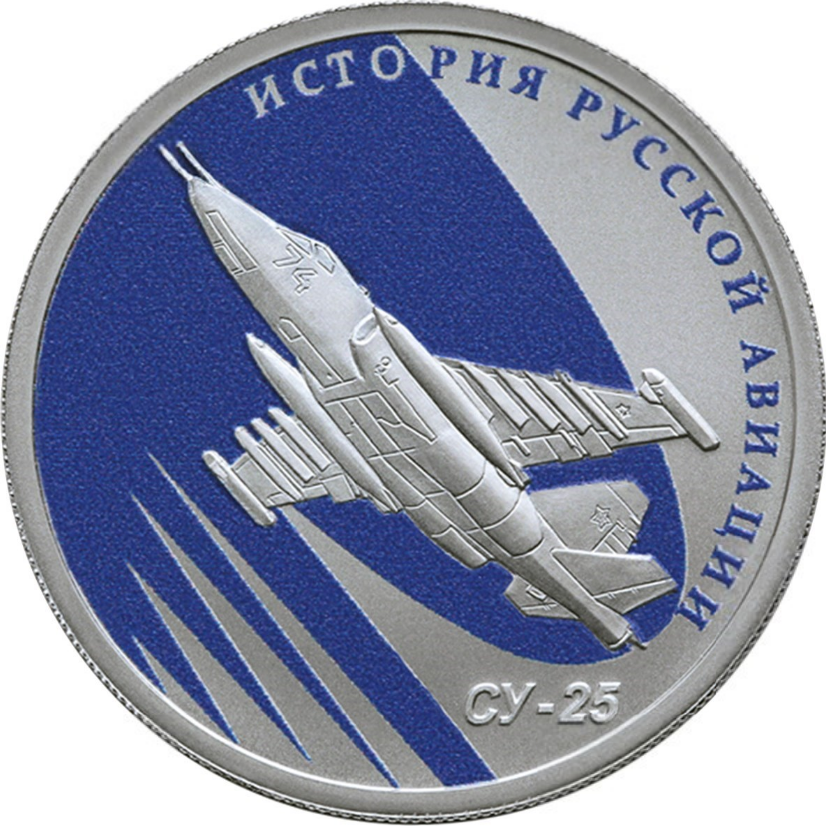
Серебряная памятная монета ЦБ РФ из серии «История русской авиации» номиналом 1 рубль, 2016 год
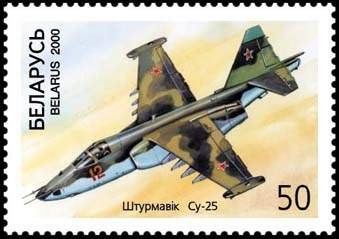
Почтовая марка Беларуси, 2000 год
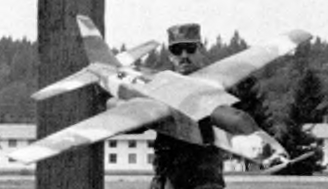
«Фрогфут-таргет», уменьшенная в пять раз американская копия Су-25, используемая в качестве воздушной мишени.
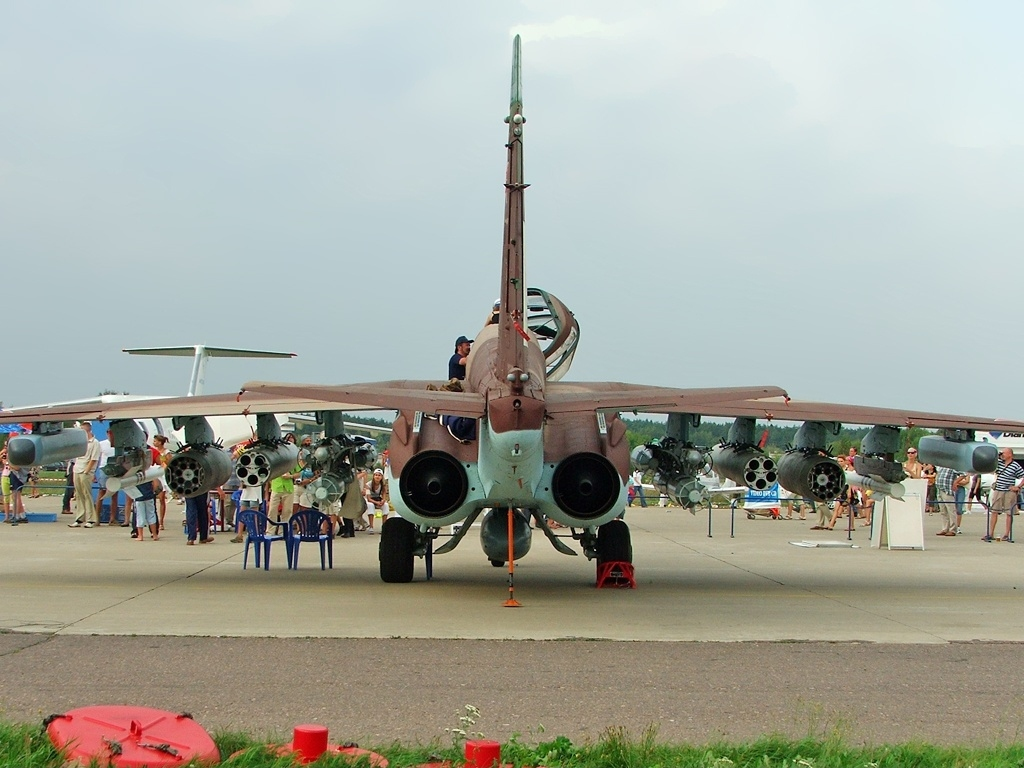